# Liste der denkmalgeschützten Objekte in Wien/Innere Stadt/L–Roc
Die Liste der denkmalgeschützten Objekte in Wien/Innere Stadt enthält die 798 denkmalgeschützten unbeweglichen Objekte des 1. Wiener Gemeindebezirks Innere Stadt.

## Denkmäler
| Foto  |                 | Denkmal | Standort                                                  | Beschreibung | Metadaten |
| ----- | --------------- | --- | --------------------------------------------------------- | --- | --- |
| ja    | Datei hochladen | Bankgebäude HERIS-ID: 40743 Objekt-ID: 40770                                                                         | Landhausgasse 2 Standort KG: Innere Stadt                 | Das spätklassizistische Eckhaus entstand 1839 durch Leopold Mayr. Die Gestaltung orientiert sich am benachbarten Landhaus: hoher rustizierter Sockel mit Rundbogenfenstern und -portalen, additive Fenstergliederung. Im Hof befindet sich ein Brunnen mit Fischrelief. Von 1857 bis 1923 war das Gebäude ein Nebengebäude der Oesterreichischen Nationalbank. | BDA-Hist.: Q37995925 Status: Bescheid Stand der BDA-Liste: 2025-06-30 Name: Bankgebäude GstNr.: 80 Landhausgasse 2 |
| ja    | Datei hochladen | Bürgerhaus HERIS-ID: 40745 Objekt-ID: 40772                                                                          | Ledererhof 9 Standort KG: Innere Stadt                    | Das Ende des 17. Jahrhunderts errichtete frühbarocke Giebelhaus mit mehrfach geknickter Fassade steht an drei Seiten frei. Über einem gebänderten Sockel sind die Fensterachsen durch Parapete vertikal verbunden. Der geschweifte und gerade schließende Giebel ist barock ausgebaut. In der Fassade sitzen plastische Rundbogenmedaillons mit Darstellungen der Muttergottes mit Kind und des heiligen Josef, davor zwei vergoldete Schmiedeeisenlaternen. Das klassizistische Portal stammt aus der Zeit um 1800. | BDA-Hist.: Q37995937 Status: Bescheid Stand der BDA-Liste: 2025-06-30 Name: Bürgerhaus GstNr.: 339 Ledererhof 9 |
| ja    | Datei hochladen | Stadtpalais HERIS-ID: 79425 Objekt-ID: 93106                                                                         | Liebenberggasse 7 Standort KG: Innere Stadt               | Das strenghistoristische Wohnhaus entstand 1864 nach Plänen von Johann Romano von Ringe und August Schwendenwein von Lanauberg. Die Fassade ist durch additive Giebelfenster und Eckrisalite gestaltet. Das Pilasterportal trägt einen gesprengten Segmentgiebel mit einer Wappenkartusche mit Freiherrenkrone. Im Foyer befindet sich eine Bronzeskulpturengruppe Der Freie und die Süchtigen von Hans Jörg Limbach (1971). | BDA-Hist.: Q38154511 Status: Bescheid Stand der BDA-Liste: 2025-06-30 Name: Stadtpalais GstNr.: 1350 |
| ja    | Datei hochladen | Miethaus HERIS-ID: 47383 Objekt-ID: 50423                                                                            | Liebiggasse 4 Standort KG: Innere Stadt                   | Das strenghistoristische Eckhaus in Formen der Neu-Wiener Renaissance wurde 1881/82 durch Andreas Luckeneder erbaut. Die Fassade weist einen Seitenrisalit auf und ist durch ein Kranzgesims abgeschlossen, das auf Konsolen ruht, die zwischen den Dachluken herabgezogen sind. | BDA-Hist.: Q38026754 Status: Denkmalschutz prüfen Stand der BDA-Liste: 2025-06-30 Name: Miethaus GstNr.: 1545 Miethaus Liebiggasse 4                                                                                    |
| ja    | Datei hochladen | Miethaus, Notariatskammer HERIS-ID: 47385 Objekt-ID: 50425                                                           | Liebiggasse 8 Standort KG: Innere Stadt                   | Der an drei Seiten frei stehende strenghistoristische Bau entstand 1881–1882 durch Ludwig Richter. Die Fassade ist dreigeteilt in einen rustizierten Sockel, einen durch Sichtziegel gestalteten Bereich sowie die glatt verputzte Attikazone. In den Eckrisaliten befinden sich zweigeschoßige Erker mit Volutenkonsolen, Pilastern und Hermen in Form von Karyatiden. | BDA-Hist.: Q38026764 Status: § 2a Stand der BDA-Liste: 2025-06-30 Name: Miethaus, Notariatskammer GstNr.: 1533/2, 1533/8 Liebiggasse 8, Vienna                                                                          |
| ja    | Datei hochladen | Wohn- und Geschäftshaus HERIS-ID: 24045 Objekt-ID: 20418                                                             | Liliengasse 2 Standort KG: Innere Stadt                   | Das 1911 nach Plänen von Rudolf Erdös errichtete spätsecessionistische Wohn- und Geschäftshaus erstreckt sich über die gesamte Länge der Liliengasse. Über eine dreigeschoßige Geschäftszone mit Bay Windows befindet sich eine durch Lisenen gegliederte Oberzone, deren Fensterachsen durch reichen Putzdekor (Sturzfelder mit Sternzeichen in Kartuschen) zusammengezogen sind. Das Kranzgesims trägt an den Ecken Frauenplastiken. Im Windfang des zurückgesetzten Portals sind originale Schaukästen vorhanden. Das Foyer weist spätsecessionistischen Stuckdekor auf; das schmiedeeiserne Liftgitter sowie die originale Verglasung der Liftkabine sind noch erhalten. Anmerkung: Identanschrift Weihburggasse 8 | BDA-Hist.: Q37881259 Status: Bescheid Stand der BDA-Liste: 2025-06-30 Name: Wohn- und Geschäftshaus GstNr.: 926 Liliengasse 2, Vienna                                                                                   |
| ja    | Datei hochladen | Wohn- und Geschäftshaus HERIS-ID: 79320 Objekt-ID: 92995                                                             | Liliengasse 3 Standort KG: Innere Stadt                   | Der Architekt Ignaz Reiser schuf 1913 das spätsecessionistische Eckhaus. Im zweigeschoßigen Geschäftssockel sind rasterförmig große Fenster und dazwischen Wandleuchten angeordnet. Darüber liegt eine Putzfassade mit weiten Korbbogenfenstern im gebänderten ersten Obergeschoß sowie eine genutete Oberzone mit vertikal verbundenen Fenstern und Balkonen mit Steinbrüstungen bzw. im obersten Geschoß französische Fenster mit Messinggittern. Die Eck- und Seitenrisalite tragen im zweiten Obergeschoß weibliche Stuckfiguren. Darüber erhebt sich ein Eckturm mit Frauenfiguren an den Ecken, dessen ursprüngliche Bekrönung nicht erhalten ist. Auch im Inneren ist die secessionistische Ausstattung (Sockel aus Marmorplatten und Geschäftsvitrinen mit Blattdekor im Foyer, originale Treppengeländer, Holzfenster mit geätzten Gläsern, geschnitzte Türen, …) erhalten. Anmerkung: Identanschrift Weihburggasse 9 | BDA-Hist.: Q38154171 Status: Bescheid Stand der BDA-Liste: 2025-06-30 Name: Wohn- und Geschäftshaus GstNr.: 925 Lilienfelderhof, Vienna                                                                                 |
| ja    | Datei hochladen | Wohn- und Geschäftshaus HERIS-ID: 40746 Objekt-ID: 40773                                                             | Lobkowitzplatz 1 Standort KG: Innere Stadt                | Das 1884/85 erbaute Miethaus mit Eckrustika und Eckturm ist ein strenghistoristisches Frühwerk des Architekten Otto Wagner. Dem hohen Sockel sind toskanische Riesenhalbsäulen wie Kolonnaden mit dorischem Fries und einem durchgehenden Balkon vorgestellt; die Obergeschoße sind durch additiv gereihte Fenster und einen Puttenfries zwischen den Fenstern des dritten Obergeschoßes gestaltet. Der Eckturm trägt eine Kuppel mit Laterne. An der linken Ecke befindet sich das secessionistische Portal der Galerie bei der Albertina Zetter (Inneneinrichtung: Boris Podrecca und Ingrid Schmutzer 1982/83); um 1885 entstand das späthistoristische Portal der Galerie Dr. Sternat. | BDA-Hist.: Q37995949 Status: Bescheid Stand der BDA-Liste: 2025-06-30 Name: Wohn- und Geschäftshaus GstNr.: 1062/9, 1062/22 Lobkowitzplatz 1                                                                            |
| ja    | Datei hochladen | Palais Lobkowitz, ehem. Palais Dietrichstein, Theatermuseum HERIS-ID: 40747 Objekt-ID: 40774                         | Lobkowitzplatz 2 Standort KG: Innere Stadt                | Dieses Palais, das heute das Österreichische Theatermuseum beherbergt ist der erste bedeutende barocke Palaisbau nach der Belagerung von 1683. Es wurde 1690–1694 von Giovanni Pietro Tencalla und Johann Bernhard Fischer von Erlach erbaut, wobei letzterer die Pläne des ersteren in einigen Punkten abänderte. Der Fassadentypus ist hochbarock mit einem siebenachsigen Mittelrisaliten und einer Attikabrüstung mit Götterstatuen (insbesondere dieses Element geht auf Fischer zurück). Die Achsen werden von Lisenen mit rhythmisch vertieften Doppelbändern flankiert, die im Attikageschoß in Volutenkonsolen auslaufen. Das Hauptportal wird von schräg vor Pilastern gesetzten toskanischen Säulen flankiert, die Schlangenvasen und den vorgezogenen Rundbogen tragen. | BDA-Hist.: Q999439 Status: Bescheid Stand der BDA-Liste: 2025-06-30 Name: Palais Lobkowitz, ehem. Palais Dietrichstein, Theatermuseum GstNr.: 1175 Palais Lobkowitz, Vienna                                             |
| ja    | Datei hochladen | Georg Raphael Donner-Denkmal HERIS-ID: 26149 Objekt-ID: 22611 Wien Kulturgut: 48289                                  | Lothringerstraße Standort KG: Innere Stadt                | Das Denkmal wurde 1904 von Richard Kauffungen geschaffen und 1906 enthüllt. Über einem Stufenpostament und einem Vierkantsockel mit Inschriftentafel befindet sich die bronzene Standfigur des Bildhauers Georg Raphael Donner mit dem Modell der Statue der „Providentia“ des Donnerbrunnens am Neuen Markt. | BDA-Hist.: Q58414767 Status: § 2a Stand der BDA-Liste: 2025-06-30 Name: Georg Raphael Donner-Denkmal GstNr.: 1899/7 Georg Raphael Donner monument, Vienna                                                               |
| ja    | Datei hochladen | Wohnhaus HERIS-ID: 104459 Objekt-ID: 121257                                                                          | Lothringerstraße 3 Standort KG: Innere Stadt              | Wie das benachbarte Palais Ofenheim entstand das Gebäude 1869 nach Plänen der Architekten Romano und Schwendenwein und orientiert sich in der Gestaltung dementsprechend an dem benachbarten Palais. Erdgeschoß und Mezzanin sind rustiziert mit geohrten Fensterrahmungen mit Keilsteinen, die Fassade der darüber oberhalb eines Kordongesimses gelegenen Geschoße leicht rustiziert mit Ädikulafenstern, Fensterbankgesims und durch Putzfelder gegliederte Parapete, darüber gerade verdachte Fenster unter einem Kordongesims. | BDA-Hist.: Q37800498 Status: Bescheid Stand der BDA-Liste: 2025-06-30 Name: Wohnhaus GstNr.: 1298 |
| ja    | Datei hochladen | Ehem. Palais Ofenheim HERIS-ID: 79330 Objekt-ID: 93006                                                               | Lothringerstraße 5 Standort KG: Innere Stadt              | Das Palais für den Industriellen Victor Ofenheim von Ponteuxin wurde 1867–1868 durch die Architekten Johann Romano von Ringe und August Schwendenwein von Lanauberg erbaut. Anmerkung: Identanschrift Schwarzenbergplatz 15 | BDA-Hist.: Q2047129 Status: Bescheid Stand der BDA-Liste: 2025-06-30 Name: Ehem. Palais Ofenheim GstNr.: 1299 Palais Ofenheim                                                                                           |
| ja    | Datei hochladen | Josef Labor-Denkmal HERIS-ID: 83388 Objekt-ID: 97265 Wien Kulturgut: 67508                                           | Lothringerstraße, Höhe 7 und 20 Standort KG: Innere Stadt | Diese Steinbüste auf hohem Sockel zum Gedenken an den Musiker Josef Labor wurde 1928 von Fritz Hänlein geschaffen. | BDA-Hist.: Q38180563 Status: § 2a Stand der BDA-Liste: 2025-06-30 Name: Josef Labor-Denkmal GstNr.: 1899/1 Josef-Labor-Denkmal, Wien                                                                                    |
| ja    | Datei hochladen | Ehem. Palais Montenuovo HERIS-ID: 40748 Objekt-ID: 40775                                                             | Löwelstraße 6 Standort KG: Innere Stadt                   | Das barocke Palais erhielt 1829 durch einen Architekten aus dem Umfeld von Alois Pichl eine klassizistische Fassade mit flach rustiziertem Sockel, additiv gereihten gerade verdachten Fenstern, einem Balkon mit klassizistischem Geländer in der Portalachse und einem Pilasterportal mit Wappenschlussstein. | BDA-Hist.: Q37995964 Status: Bescheid Stand der BDA-Liste: 2025-06-30 Name: Ehem. Palais Montenuovo GstNr.: 88 Palais Montenuovo (Löwelstraße)                                                                          |
| ja    | Datei hochladen | Miethaus HERIS-ID: 47403 Objekt-ID: 50444                                                                            | Löwelstraße 12 Standort KG: Innere Stadt                  | Die Pläne für das 1876 in Formen der Neu-Wiener Renaissance errichtete Miethaus stammen vom Fürst Liechtenstein'schen Baubüro. Das Gebäude ist durch Risalite, additiv gereihte Giebelfenster und durch Halbsäulen gerahmte Fenster am Eckerker gegliedert. Das Portal ist als toskanischer Säulenportikus mit darüber angeordnetem konvex ausschwingendem Balkon gestaltet. Durch die Einfahrt gelangt man in ein achteckiges Foyer. | BDA-Hist.: Q38026871 Status: Bescheid Stand der BDA-Liste: 2025-06-30 Name: Miethaus GstNr.: 92/1 Löwelstraße 12 |
| ja    | Datei hochladen | Miethaus HERIS-ID: 40749 Objekt-ID: 40776                                                                            | Löwelstraße 18 Standort KG: Innere Stadt                  | Der dreiseitig frei stehende strenghistoristische Bau in Formen der Neu-Wiener Renaissance wurde 1880 durch Carl Schumann und Ludwig Tischler errichtet. Die Fassade ist durch säulchen- und pilastergegliederte Ädikula- und Giebelfenster gegliedert; der Mittelrisalit weist korinthische Riesenpilaster sowie eine Attikabalustrade auf. An der linken Ecke befindet sich ein abgerundeter Eckturm mit Kuppel. | BDA-Hist.: Q37995974 Status: § 2a Stand der BDA-Liste: 2025-06-30 Name: Miethaus GstNr.: 115 SPÖ headquarters, Vienna                                                                                                   |
| ja    | Datei hochladen | Gutenberg-Denkmal HERIS-ID: 4601 Objekt-ID: 447 Wien Kulturgut: 47997                                                | Lugeck 1-2 Standort KG: Innere Stadt                      | Das Denkmal stammt aus dem Jahr 1900 von Max Fabiani (Architektur) und Hans Bitterlich (Bronzefigur). Auf einem gestuften Granitpostament befindet sich ein figural reliefierter Sockel (Allegorie der Morgenröte), darauf die überlebensgroße Bronzefigur Johannes Gutenbergs. | BDA-Hist.: Q38006534 Status: § 2a Stand der BDA-Liste: 2025-06-30 Name: Gutenberg-Denkmal GstNr.: 1728 Gutenberg monument, Vienna                                                                                       |
| ja    | Datei hochladen | Ehem. Warenhaus Orendi (im Regensburger Hof) HERIS-ID: 47347 Objekt-ID: 50315                                        | Lugeck 4 Standort KG: Innere Stadt                        | An Stelle des mittelalterlichen Regensburger Hofes wurde 1897 durch Franz von Neumann ein an drei Seiten frei stehendes monumentales Miet- und Geschäftshaus in den Formen der Neu-Wiener Renaissance und des Neobarock errichtet, das sich an den Formen des Vorgängerbaus orientiert. Der Mittelteil ist von genuteten Lisenen gerahmt. Die über der hohen Geschäftszone gelegenen Geschoße weisen schräg gestellte Fensterrahmungen, Giebelverdachungen und neobarocke Kartuschen auf; zwischen kugelbekrönten Postamenten erstreckt sich ein Balkongitter. Dem Walmdach mit Vasen und Fratzenköpfen aus Kupfer ist ein durch Pilaster gerahmter, durch Rundbogen gegliederter Attikaaufsatz vorangesetzt. In einer zentralen Halbrundnische ist eine steinerne Statue Kaiser Friedrichs III. von Theodor Friedl unter einem Metallbaldachin aufgestellt. An den Ecken befinden sich turmartige Runderker mit mehrteiligen Zwiebelhelmen, die auf figuralen Renaissancekonsolen des alten Regensburger Hofs aus dem ersten Viertel des 16. Jahrhunderts ruhen. | BDA-Hist.: Q1606173 Status: Bescheid Stand der BDA-Liste: 2025-06-30 Name: Ehem. Warenhaus Orendi GstNr.: 735 Regensburger Hof                                                                                          |
| ja    | Datei hochladen | Miethaus HERIS-ID: 32153 Objekt-ID: 29215                                                                            | Mahlerstraße 5 Standort KG: Innere Stadt                  | Das frühhistoristische Wohnhaus mit additiven Segmentbogenfenstern, einem lisenengegliederten Mittelerker auf Konsolen und einem Attikageschoß mit Atlanten auf Konsolen entstand 1861/62 durch Ludwig Förster. Eine Gedenktafel erinnert an Bundespräsident Theodor Körner. | BDA-Hist.: Q37946407 Status: § 2a Stand der BDA-Liste: 2025-06-30 Name: Miethaus GstNr.: 1268 Mahlerstraße 5, Vienna |
| ja    | Datei hochladen | Grand Hotel Corso HERIS-ID: 32155 Objekt-ID: 29218                                                                   | Mahlerstraße 14 Standort KG: Innere Stadt                 | Das strenghistoristische Eckhaus im Stil der Neu-Wiener Renaissance ist ein Werk Julius Dörfels und entstand 1868/69. Die Fassade weist additive Ädikulafenster, einen Eckrisalit mit abgefaster Ecke und Balkonen sowie in der Attika zwei sitzende weibliche Statuen auf. | BDA-Hist.: Q37946423 Status: Bescheid Stand der BDA-Liste: 2025-06-30 Name: Grand Hotel Corso GstNr.: 1277/1 Mahlerstraße 14, Vienna                                                                                    |
| ja    | Datei hochladen | Wohn- und Geschäftshaus HERIS-ID: 63121 Objekt-ID: 75730                                                             | Marc-Aurel-Straße 7 Standort KG: Innere Stadt             | Das späthistoristische Wohn- und Geschäftshaus in neobarocken Formen wurde 1889 durch Georg Rauch errichtet. Oberhalb der zweigeschoßigen Geschäftszone weist die Fassade additiv angeordnete reich gerahmte Fenster sowie Balkone mit Balustraden in der Beletage ab. Im Portal mit gesprengter Giebelverdachung befindet sich eine reich geschnitzte verglaste Holztüre mit schmiedeeisernem Gitter aus der Bauzeit. | BDA-Hist.: Q38102208 Status: Bescheid Stand der BDA-Liste: 2025-06-30 Name: Wohn- und Geschäftshaus GstNr.: 486/3 |
| ja    | Datei hochladen | Wohn- und Geschäftshaus HERIS-ID: 63042 Objekt-ID: 75649                                                             | Marc-Aurel-Straße 8 Standort KG: Innere Stadt             | Das späthistoristische, durch Erker gegliederte Miethaus in Formen des Neobarock entstand 1891 nach Plänen des Architekten Emil Bressler. | BDA-Hist.: Q38101980 Status: Bescheid Stand der BDA-Liste: 2025-06-30 Name: Wohn- und Geschäftshaus GstNr.: 488 |
| ja    | Datei hochladen | Wohn- und Geschäftshaus HERIS-ID: 63346 Objekt-ID: 75980                                                             | Marc-Aurel-Straße 10-12 Standort KG: Innere Stadt         | Nach Plänen von Samuel Beer entstand 1886 das späthistoristische Eckhaus mit Ädikulafenstern im Stil der Neorenaissance. | BDA-Hist.: Q38102979 Status: Bescheid Stand der BDA-Liste: 2025-06-30 Name: Wohn- und Geschäftshaus GstNr.: 494 Marc-Aurel-Straße 10-12, Vienna                                                                         |
| ja    | Datei hochladen | Maria-Theresien-Platz HERIS-ID: 23756 Objekt-ID: 20119                                                               | Maria-Theresien-Platz Standort KG: Innere Stadt           | Der Maria-Theresien-Platz geht auf die Planungen des Kaiserforums von Gottfried Semper als Platz zwischen den beiden Hofmuseen zurück. Ausgestaltet wurde der Platz in Form eines barockisierenden Gartens 1884–1888 von Adolf Vetter, aus dieser Zeit stammen auch das Maria-Theresien-Denkmal, die Brunnen sowie die um die Museen aufgestellten, gleichfalls von Hasenauer entworfenen schmiedeeisernen Leuchtkörper. | BDA-Hist.: Q699952 Status: Bescheid Stand der BDA-Liste: 2025-06-30 Name: Maria-Theresien-Platz GstNr.: 1809/1 Maria-Theresien-Platz, Vienna                                                                            |
| ja    | Datei hochladen | Maria-Theresien-Denkmal HERIS-ID: 23773 Objekt-ID: 20136 Wien Kulturgut: 47989                                       | Maria-Theresien-Platz Standort KG: Innere Stadt           | Das Denkmal stammt aus den Jahren 1874–1888, die Architektur von Carl von Hasenauer, die Figuren von Kaspar von Zumbusch und das Programm von Alfred von Arneth. Über einem weit ausgreifenden Plateau mit Einfriedung erheben sich zwei Sockel, der obere mit gekoppelten Säulen, zwischen denen sich Reliefs in Rundbögen und davor Standfiguren (bedeutende Männer aus Verwaltung, Wissenschaft und Kunst) befinden. Auf gleicher Ebene, auf vorkragenden Postamenten stehen vier Reiterstandbilder bedeutender Militärs. Bekrönt wird das Denkmal von der Figur der Kaiserin auf dem Thron, flankiert wird Maria Theresia von vier auf dem Kranzgesims sitzenden Allegorien. | BDA-Hist.: Q21234884 Status: Bescheid Stand der BDA-Liste: 2025-06-30 Name: Maria-Theresien-Denkmal GstNr.: 1809/2 Empress Maria Theresia monument (Maria Theresien-Platz)                                              |
| ja    | Datei hochladen | Tritonenbrunnen HERIS-ID: 23780 Objekt-ID: 20143 Wien Kulturgut: 47990                                               | Maria-Theresien-Platz Standort KG: Innere Stadt           | Die vier Brunnen am Museumsplatz wurden um 1890 Anton Schmidgruber, Hugo Haerdtl und Edmund Hofmann von Aspernburg erbaut. Sie zeigen in runden Brunnenbecken Tritonen- und Najadenfiguren, die von kleineren Figuren und anderen Attributen flankiert werden. | BDA-Hist.: Q2454328 Status: Bescheid Stand der BDA-Liste: 2025-06-30 Name: Tritonenbrunnen GstNr.: 1809/1 Tritonen- und Najadenbrunnen                                                                                  |
| ja    | Datei hochladen | Figur Rossebändiger HERIS-ID: 23778 Objekt-ID: 20141 Wien Kulturgut: 48291                                           | Maria-Theresien-Platz Standort KG: Innere Stadt           | Die Rossebändiger wurden 1892/93 von Theodor Friedl und Georg Jahn geschaffen. Es sind zwei symmetrische Gruppen, wo jeweils ein Mann (ein Römer und ein Germane) versucht, ein sich aufbäumendes Pferd zu zähmen. Die Marmorstatuen nehmen Bezug auf die damaligen Hofstallungen. | BDA-Hist.: Q37878885 Status: Bescheid Stand der BDA-Liste: 2025-06-30 Name: Figur Rossebändiger GstNr.: 1809/1 Rossebändiger (Maria-Theresien-Platz, Wien)                                                              |
| ja    | Datei hochladen | Kunsthistorisches Museum HERIS-ID: 17483 Objekt-ID: 13763                                                            | Maria-Theresien-Platz Standort KG: Innere Stadt           | Die beiden baugleichen ehemaligen Hofmuseen in Neorenaissanceformen wurden 1871–1891 von Gottfried Semper und Carl von Hasenauer erbaut und zählen zu den herausragendsten Monumentalbauten an der Ringstraße. Es handelt sich um lang gestreckte risalitgegliederte Gebäude mit jeweils zwei Innenhöfen, die erhöhten Mitteltrakte sind von mächtigen Kuppeln gekrönt, die jeweils von vier Seitenkuppeln flankiert werden. Sie sind bedeutende Gesamtkunstwerke des strengen und durch die vor allem von Hasenauer konzipierte Ausstattung auch des späten Historismus. Von der Innenausstattung ragen das Deckengemälde „Apotheose der Kunst“ von Michael Munkácsy sowie vor allem die Marmorgruppe „Theseus besiegt den Kentauren“ (1805–1819) von Antonio Canova hervor. | BDA-Hist.: Q95569 Status: Bescheid Stand der BDA-Liste: 2025-06-30 Name: Kunsthistorisches Museum GstNr.: 1562/2, 1562/3 Main building of the Kunsthistorisches Museum                                                  |
| ja    | Datei hochladen | Naturhistorisches Museum HERIS-ID: 17486 Objekt-ID: 13766                                                            | Maria-Theresien-Platz Standort KG: Innere Stadt           | Die beiden baugleichen ehemaligen Hofmuseen in Neorenaissanceformen wurden 1871–1891 von Gottfried Semper und Carl von Hasenauer erbaut und zählen zu den herausragendsten Monumentalbauten an der Ringstraße. Es handelt sich um lang gestreckte risalitgegliederte Gebäude mit jeweils zwei Innenhöfen, die erhöhten Mitteltrakte sind von mächtigen Kuppeln gekrönt, die jeweils von vier Seitenkuppeln flankiert werden. Sie sind bedeutende Gesamtkunstwerke des strengen und durch die vor allem von Hasenauer konzipierte Ausstattung auch des späten Historismus. Im Stiegenhaus befindet sich das Deckengemälde „Kreislauf des Lebens“ von Hans Canon. | BDA-Hist.: Q688704 Status: Bescheid Stand der BDA-Liste: 2025-06-30 Name: Naturhistorisches Museum GstNr.: 1561/3, 1561/1 Building of Naturhistorisches Museum Wien                                                     |
| ja    | Datei hochladen | Riunione Adriatica di Sicurtà HERIS-ID: 30029 Objekt-ID: 26754                                                       | Maysedergasse 4 Standort KG: Innere Stadt                 | Das monumentale blockhafte Bürogebäude für das Versicherungsunternehmen Riunione Adriatica di Sicurtà wurde 1911–1913 durch Ludwig Baumann erbaut. Die Ecken des an drei Seiten frei stehenden Baus sind abgerundet und abgeschrägt. Die Hauptzone der Fassade ist durch genutete Riesenlisenen, durch Parapete vertikal zusammengezogene Fenster, einen Flechtwerk- und Zahnschnittfries sowie ein Kordongesims gestaltet. Das darüber gelegene Attikageschoß ist von einer Balustrade eingefasst und an den Ecken befinden sich Knabenskulpturen. Oberhalb der Ecke ist eine zweiteilige Tambourkuppel aufgesetzt, die von Metallskulpturen umgeben ist. Anmerkung: Identanschrift Tegetthoffstraße 7 | BDA-Hist.: Q37929716 Status: Bescheid Stand der BDA-Liste: 2025-06-30 Name: Riunione Adriatica di Sicurtá GstNr.: 1062/1 Riunione Adriatica di Sicurtà building, Vienna                                                 |
| ja    | Datei hochladen | Michaelerplatz, Platzgestaltung Hans Hollein HERIS-ID: 113695seit 2023                                               | Michaelerplatz Standort KG: Innere Stadt                  | Die im Zuge des U-Bahn Baus wurden römische, mittelalterliche und frühneuzeitliche Mauerreste freigelegt, diese blieben als Außenexponat des Wien Museums freigelegt und wurden 1991 von Hans Hollein eingefasst. | BDA-Hist.: Q119231478 Status: Bescheid Stand der BDA-Liste: 2025-06-30 Name: Michaelerplatz, Platzgestaltung Hans Hollein GstNr.: 1667                                                                                  |
| ja    | Datei hochladen | Brunnenanlage Die Macht zu Lande HERIS-ID: 23760 Objekt-ID: 20123 Wien Kulturgut: 48293                              | Michaelerplatz 1 Standort KG: Innere Stadt                | Errichtet wurde der Brunnen am neuen Michaelertrakt von Edmund Hellmer 1897. Auf einem Brunnenbecken erhebt sich eine Felsarchitektur mit gestürzten Giganten und einem Adler, die von einer männlichen Figur mit Schwert bekrönt wird. | BDA-Hist.: Q34858791 Status: Bescheid Stand der BDA-Liste: 2025-06-30 Name: Brunnenanlage Die Macht zu Lande GstNr.: 1 Die Macht zu Lande-Brunnen                                                                       |
| ja    | Datei hochladen | Brunnenanlage Die Macht zur See HERIS-ID: 23761 Objekt-ID: 20124 Wien Kulturgut: 48294                               | Michaelerplatz 1 Standort KG: Innere Stadt                | Errichtet wurde der Brunnen am neuen Michaelertrakt von Rudolf Weyr 1893. Auf einem Brunnenbecken erhebt sich eine Felsarchitektur mit gestürzten Giganten und einem Seeungeheuer, die von einer weiblichen Figur (die Austria) mit Schiffsbug bekrönt wird. | BDA-Hist.: Q34858768 Status: Bescheid Stand der BDA-Liste: 2025-06-30 Name: Brunnenanlage Die Macht zur See GstNr.: 1 Die Macht zur See-Brunnen                                                                         |
| ja    | Datei hochladen | Michaelertrakt HERIS-ID: 17485 Objekt-ID: 13765                                                                      | Michaelerplatz 1 Standort KG: Innere Stadt                | Der Michaelertrakt ist der Anschluss an die 1729–1734 von Joseph Emanuel Fischer von Erlach erbauten Winterreitschule, die beiden Fassaden gehen bruchlos ineinander über. Er wurde 1889–1893 von Ferdinand Kirschner erbaut, allerdings nach Plänen, die auf Fischer zurückgehen. Der Baukörper ist konkav geformt, die Ecken sind abgerundet mit jeweils einem Risaliten. Oberhalb der zweigeschoßigen Sockelzone weist die Hauptfassade korinthische Riesenpilaster auf, dem entsprechen an den Risaliten umlaufende Säulen. Bekrönt wird der Trakt von der kupferblechgedeckten Kuppel mit geschweiftem Tambour und vergitterten Ochsenaugen. | BDA-Hist.: Q978722 Status: Bescheid Stand der BDA-Liste: 2025-06-30 Name: Michaelertrakt GstNr.: 1 Michaelertrakt |
| ja    | Datei hochladen | Looshaus, Haus Goldman & Salatsch HERIS-ID: 33144 Objekt-ID: 30462                                                   | Michaelerplatz 3 Standort KG: Innere Stadt                | Das Haus wurde 1909–1911 von Adolf Loos für die Schneiderfirma Goldmann & Salatsch erbaut und 1938 leicht verändert. Heutzutage als (auch international) wichtiges Werk der frühen Moderne anerkannt, löste es durch seinen radikalen Verzicht auf historistischen Dekor eine erregte öffentliche Diskussion aus. Es zeichnet sich allerdings durch die Verwendung edler Materialien und durch zahlreiche Bezugnahmen auf die umliegenden Gebäude aus. | BDA-Hist.: Q694760 Status: Bescheid Stand der BDA-Liste: 2025-06-30 Name: Looshaus, Haus Goldman & Salatsch GstNr.: 1588, 1666, 277 Looshaus                                                                            |
| ja    | Datei hochladen | Michaelerkirche hl. Erzengel Michael, ehem. Hofpfarrkirche HERIS-ID: 40751 Objekt-ID: 40779                          | Michaelerplatz 5 Standort KG: Innere Stadt                | Die Kirche wurde zwischen 1220 und 1250 als Hofpfarrkirche errichtet, wobei die Chöre und wohl auch der Turm aus der Zeit nach 1327 stammen. Im 15. Jahrhundert wurden die romanischen Fenster durch gotische ersetzt, weitere Umbauten erfolgten im 17. und 18. Jahrhundert. Insbesondere der Portalvorbau mit Skulpturen von Lorenzo Mattielli stammt aus dem Jahr 1724, die klassizistische Fassade aus dem Jahr 1792. Bemerkenswert ist die Gruft, in der auch durch konstante Zugluft mumifizierte Leichen zu sehen sind. | BDA-Hist.: Q700199 Status: § 2a Stand der BDA-Liste: 2025-06-30 Name: Michaelerkirche hl. Erzengel Michael, ehem. Hofpfarrkirche GstNr.: 1159 St. Michael's Church, Vienna                                              |
| ja    | Datei hochladen | Kleines Michaelerhaus, Michaeler-Durchhaus HERIS-ID: 40752 Objekt-ID: 40780                                          | Michaelerplatz 6 Standort KG: Innere Stadt                | Das an drei Seiten freistehende Haus mit unregelmäßigem Grundriss wurde 1732/33 von Jakob Oeckhel unter dem Einfluss Ospels erbaut und 1848 aufgestockt. Über einem genuteten Sockel und Korbbogenportal ist es additiv durch Giebelfenster gegliedert, die beim seichten Mittelrisaliten von Muscheln und Keilsteinen gekrönt werden. Bemerkenswert ist der lange Durchgang neben der Kirche zur Habsburgergasse, der durch die schlicht fassadierten Innenhöfe des Hauses führt. | BDA-Hist.: Q37996000 Status: § 2a Stand der BDA-Liste: 2025-06-30 Name: Kleines Michaelerhaus, Michaeler-Durchhaus GstNr.: 1160 Kleines Michaelerhaus                                                                   |
| ja BW | Datei hochladen | Schönbrunnerhaus HERIS-ID: 62920 Objekt-ID: 75514                                                                    | Milchgasse 2 Standort KG: Innere Stadt                    | Das Haus wurde 1899 von Arnold Heymann erbaut und ist ein freistehendes Wohn- und Geschäftshaus mit reicher Gliederung in neobarocken Formen. Über einer zweigeschoßigen rustizierten Geschäftszone erhebt sich die mit Riesenpilastern gegliederte Oberzone mit reich gerahmten Fenstern und Balustraden als Parapete. Das Attikageschoß mit seinen Attikagiebeln ist reich stuckiert und weist ein Metalldach mit bemerkenswertem Metalldekor auf. Vom Vorgängerhaus ist eine von Engeln getragene Kartusche mit Muttergottesrelief erhalten, die sich in der Mitte der bauchigen Fassade zur Brandstätte befindet. | BDA-Hist.: Q38101666 Status: Bescheid Stand der BDA-Liste: 2025-06-30 Name: Schönbrunnerhaus GstNr.: 573 Schönbrunnerhaus, Milchgasse                                                                                   |
| ja    | Datei hochladen | Clemens Maria Hofbauer-Denkmal HERIS-ID: 24538 Objekt-ID: 20938 Wien Kulturgut: 48296                                | am Minoritenplatz Standort KG: Innere Stadt               | Die Büste Clemens Maria Hofbauers befindet sich auf einem hohen, geschwungenen Stufenpodest. Sie wurde 1913 von Virgil Rainer geschaffen, im Zweiten Weltkrieg zerstört und 1958 von Oskar Thiede wiedererrichtet. | BDA-Hist.: Q37884974 Status: § 2a Stand der BDA-Liste: 2025-06-30 Name: Clemens Maria Hofbauer-Denkmal GstNr.: 1572/1 Clemens Maria Hofbauer monument, Minoritenplatz Vienna                                            |
| ja    | Datei hochladen | Rudolf von Alt-Denkmal HERIS-ID: 24531 Objekt-ID: 20929 Wien Kulturgut: 48299                                        | am Minoritenplatz Standort KG: Innere Stadt               | Die Sitzfigur Rudolfs von Alt mit Skizzenblock auf einem Sockel wurde 1912 von Johann Scherpe geschaffen. | BDA-Hist.: Q37884892 Status: § 2a Stand der BDA-Liste: 2025-06-30 Name: Rudolf von Alt-Denkmal GstNr.: 1572/1 Rudolf von Alt monument, Minoritenplatz Vienna                                                            |
| ja    | Datei hochladen | Minoritenkirche Maria Schnee HERIS-ID: 45447 Objekt-ID: 46784                                                        | Minoritenplatz 2+2a Standort KG: Innere Stadt             | Die Kirche wurde im 3. Viertel des 13. Jahrhunderts gebaut und später mehrfach erweitert. Vor 1328 wurde die Ludwigskapelle angebaut und später mit dem Langhaus zu einem dreischiffigen Kirchenraum mit zwei Chören vereinigt. Aus dieser Zeit stammt auch das für Österreich untypische Fassadenportal, das von einer Darstellung Christus’ auf einem Astkreuz dreigeteilt ist. Spätere Veränderungen betrafen vor allem Umbauten des Turmes, die Beseitigung barocker Innenausstattung und des Ludwigschores durch Johann Ferdinand Hetzendorf von Hohenberg 1785/86 und den Abbruch des Klosters und diverser Kirchenanbauten, für die bis 1903 die neue Sakristei nach Plänen von Victor Luntz errichtet wurde. | BDA-Hist.: Q688468 Status: Bescheid Stand der BDA-Liste: 2025-06-30 Name: Minoritenkirche Maria Schnee GstNr.: 54/2, 61, 57 Minoritenkirche, Vienna                                                                     |
| ja    | Datei hochladen | Ehem. Palais Dietrichstein/Palais Mensdorff HERIS-ID: 40753 Objekt-ID: 40781                                         | Minoritenplatz 3 Standort KG: Innere Stadt                | Dieses Palais entstand um 1755 durch den Umbau zweier frühbarocker Vorgängerbauten durch Franz Anton Hillebrand. Es ist ein dreifach abgeschrägtes Eckhaus mit barockklassizistischer Fassade. Oberhalb eines gebänderten Sockels werden die Fensterachsen durch Parapetfelder zusammengefasst, die Portalachsen sind gebändert. Die beiden Portale werden seitlich von Pilastern mit schräggestellten Kapitellen flankiert. Bedeutend ist die klassizistische Ausstattung der Beletage, insbesondere im Empiresalon. | BDA-Hist.: Q2046950 Status: Bescheid Stand der BDA-Liste: 2025-06-30 Name: Ehem. Palais Dietrichstein/Palais Mensdorff GstNr.: 87/1 Palais Dietrichstein (Minoritenplatz)                                               |
| ja    | Datei hochladen | Palais Starhemberg, heute Bundesministerium für Bildung, Wissenschaft und Forschung HERIS-ID: 47405 Objekt-ID: 50447 | Minoritenplatz 5 Standort KG: Innere Stadt                | Das Palais ist neben dem Leopoldinischen Trakt der Hofburg das einzige erhaltene Beispiel frühbarocker Palastarchitektur in Wien. Es wurde 1661–1667 unter Einfluss des oberitalienischen Manierismus erbaut. 1820 erfolgte ein spätklassizistischer Umbau der Innenräume durch Alois Pichl. Es ist ein freistehender kubischer Baublock mit additiver Fensterreihung (im Obergeschoß haben die Fenster gesprengte Segmentgiebelverdachungen) und Lisenengliederung, das Dach ist durch Gaupen rhythmisiert. Das gebänderte Halbsäulenportal mit gesprengtem Segmentgiebel wurde erst 1895 in die Mitte versetzt. Im Säulenvestibül und im Stiegenhaus befinden sich Statuen von Josef Klieber. | BDA-Hist.: Q2047186 Status: § 2a Stand der BDA-Liste: 2025-06-30 Name: Palais Starhemberg, heute Bundesministerium für Bildung, Wissenschaft und Forschung GstNr.: 84, 85 Palais Starhemberg (Minoritenplatz)           |
| ja    | Datei hochladen | Mölker Bastei, Erdwerk und Mauern der Kurtine und Rampe HERIS-ID: 112337 Objekt-ID: 130480                           | Mölker Bastei Standort KG: Innere Stadt                   | Die Mölker Bastei, ursprünglich Schottenbastei, wurde 1531 erbaut und bis 1537 erweitert. Der Vorderteil wurde 1809 gesprengt allerdings 1811 wiederhergestellt. 1861/62 mit der Abtragung der Basteien wurde der neuere Teil abgetragen, die Rampe aus dem 16. Jahrhundert mit den darauf befindlichen Häusern blieb erhalten. | BDA-Hist.: Q64692199 Status: Bescheid Stand der BDA-Liste: 2025-06-30 Name: Mölker Bastei, Erdwerk und Mauern der Kurtine und Rampe GstNr.: 1580/2, 1520/6, 1577/1, 1580/1, 1520/8, 1581, 146/2 Mölker Bastei, Vienna   |
| ja    | Datei hochladen | Wohnhaus HERIS-ID: 84898 Objekt-ID: 99058                                                                            | Mölker Bastei 3 Standort KG: Innere Stadt                 | Dieses Gebäude wurde 1869–1872 von Emil Förster erbaut. Es bildet mit dem Haus Universitätsring 12 eine Einheit, das sich mit seiner Fassade ebenfalls an das Palais Ephrussi anlehnt. Das Portal wird von Atlanten flankiert, die eine Balkonbrüstung tragen. | BDA-Hist.: Q64692197 Status: Bescheid Stand der BDA-Liste: 2025-06-30 Name: Wohnhaus GstNr.: 1520/5 Mölker Bastei 3 |
| ja    | Datei hochladen | Wohn- und Geschäftshaus HERIS-ID: 97729 Objekt-ID: 113550                                                            | Mölker Bastei 5 Standort KG: Innere Stadt                 | Identadresse Schottengasse 9. Dieser Teil des Palais Ephrussi wurde 1869 von Carl Tietz erbaut, und setzt auch mit seiner Fassade den Teil des Palais am Universitätsring fort. Markantestes Element ist das Portal an der Mölker Bastei, bei dem eine dreiachsige Balkonbrüstung von vier toskanischen Säulen getragen wird. | BDA-Hist.: Q64692198 Status: Bescheid Stand der BDA-Liste: 2025-06-30 Name: Wohn- und Geschäftshaus GstNr.: 1520/1 Schottengasse 9                                                                                      |
| ja    | Datei hochladen | Pasqualati-Haus mit Beethoven-Wohnung und Adalbert-Stifter-Museum HERIS-ID: 40754 Objekt-ID: 40782                   | Mölker Bastei 8 Standort KG: Innere Stadt                 | Dieses blockhafte klassizistische Eckhaus wurde 1791–1798 von Peter Mollner erbaut. Die Giebelfenster sind additiv gereiht und geschoßweise differenziert, an der Ecke befindet sich eine Wappenkartusche. Das Rechteckportal mit Bauinschrift setzt sich in einer platzlgewölbten Einfahrt und einem Innenhof mit Schmiedeeisenlaterne und Brunnen fort. Das Innere des zweiten Kellergeschoßes wird von Resten der Bastei aus dem 16. Jahrhundert begrenzt. | BDA-Hist.: Q1434092 Status: Bescheid Stand der BDA-Liste: 2025-06-30 Name: Pasqualati-Haus mit Beethoven-Wohnung und Adalbert-Stifter-Museum GstNr.: 137 Beethoven Pasqualatihaus                                       |
| ja    | Datei hochladen | Bürgerhaus HERIS-ID: 47398 Objekt-ID: 50439                                                                          | Mölker Bastei 10 Standort KG: Innere Stadt                | Das frühhistoristische Wohnhaus wurde 1841 von Franz Schlierholz erbaut. Über einem rustizierten Sockel ist die Fassade durch gerade verdachte Fenster additiv gegliedert. Das Holztor weist ein Schmiedeeisengitter in der Supraporte auf, bemerkenswert ist auch das Schmiedeeisengeländer mit vegetabilem Dekor an der Wendeltreppe. | BDA-Hist.: Q64692193 Status: § 2a Stand der BDA-Liste: 2025-06-30 Name: Bürgerhaus GstNr.: 136 Mölker Bastei 10 |
| ja    | Datei hochladen | Miethaus HERIS-ID: 84897 Objekt-ID: 99057seit 2017                                                                   | Mölker Bastei 12 Standort KG: Innere Stadt                | Das frühhistoristische Miethaus wurde wahrscheinlich 1846 von Franz Schlierholz erbaut. Über einem rustizierten Sockel erheben sich additiv gereihte und gerade verdachte Fenster. Der Dachstuhl ist original erhalten, ferner gibt es eine Wendeltreppe und einen tonnengewölbten Keller. | BDA-Hist.: Q64692195 Status: Bescheid Stand der BDA-Liste: 2025-06-30 Name: Miethaus GstNr.: 135 |
| ja    | Datei hochladen | Wohnhaus HERIS-ID: 65093 Objekt-ID: 77908seit 2014                                                                   | Mölker Bastei 14 Standort KG: Innere Stadt                | Das frühhistoristische Wohnhaus wurde 1845/46 von Franz Schlierholz erbaut. | BDA-Hist.: Q64692194 Status: Bescheid Stand der BDA-Liste: 2025-06-30 Name: Wohnhaus GstNr.: 134 |
| ja    | Datei hochladen | Denkmal für die Opfer der GESTAPO HERIS-ID: 24525 Objekt-ID: 20923 Wien Kulturgut: 61061                             | Morzinplatz Standort KG: Innere Stadt                     | Das Denkmal wurde 1951 von Leopold Grausam geschaffen. In einem tektonischen Aufbau aus grob behauenen Natursteinblöcken, die eine Portalsituation schaffen, tritt eine Bronzefigur hervor. Die Inschrift unter dem Titel Niemals Vergessen nimmt Bezug auf das ehemals dort befindliche Hotel Metropol, in dem sich das Untersuchungsgefängnis der Gestapo befand. | BDA-Hist.: Q37884797 Status: § 2a Stand der BDA-Liste: 2025-06-30 Name: Denkmal für die Opfer der GESTAPO GstNr.: 1759/17 Mahnmal für die Opfer der NS-Gewaltherrschaft (Morzinplatz)                                   |
| ja    | Datei hochladen | Wohn- und Geschäftshaus HERIS-ID: 28195 Objekt-ID: 24750                                                             | Museumstraße 4 Standort KG: Innere Stadt                  | Der gesamte Häuserblock mit Ausnahme von Bellariastraße 10 bildet ein Ensemble, das 1870–1872 von Carl Schumann erbaut wurde. Die Fassaden sind einheitlich im Stil der Neu-Wiener Renaissance gebaut, mit erhöhten Mittelrisaliten, seichten Eckrisaliten, additiven Adikulafenstern und reicher pilastrierter Attikazone mit Brüstung. | BDA-Hist.: Q37918733 Status: Bescheid Stand der BDA-Liste: 2025-06-30 Name: Wohn- und Geschäftshaus GstNr.: 1558/2 |
| ja    | Datei hochladen | Miethaus HERIS-ID: 76725 Objekt-ID: 90316                                                                            | Museumstraße 6 Standort KG: Innere Stadt                  | Der gesamte Häuserblock mit Ausnahme von Bellariastraße 10 bildet ein Ensemble, das 1870–1872 von Carl Schumann erbaut wurde (siehe Museumstraße 4). | BDA-Hist.: Q38145636 Status: Bescheid Stand der BDA-Liste: 2025-06-30 Name: Miethaus GstNr.: 1558/1 |
| ja    | Datei hochladen | Musikverein HERIS-ID: 33218 Objekt-ID: 30580                                                                         | Musikvereinsplatz 1 Standort KG: Innere Stadt             | 1863 schenkte Kaiser Franz Joseph der Gesellschaft das Areal gegenüber der Karlskirche. Mit der Planung wurde der klassizistische Architekt Theophil von Hansen beauftragt. Es sollten zwei Säle werden, ein großer für Orchester- und ein kleiner für Kammermusikkonzerte. Sämtliche Steinmetzarbeiten führte die Wiener Firma Anton Wasserburger aus; nach ihren Eigenschaften, aber auch ihrer Verfügbarkeit, wurden Sandsteine aus Breitenbrunn und St. Margarethen, harte Kalksteine von Kaisersteinbruch am Leithagebirge und Wöllersdorf verwendet. Das Haus wurde am 6. Januar 1870 mit einem feierlichen Konzert eröffnet. | BDA-Hist.: Q686720 Status: Bescheid Stand der BDA-Liste: 2025-06-30 Name: Musikverein GstNr.: 1291 Musikverein, Vienna                                                                                                  |
| ja    | Datei hochladen | Wohnhaus HERIS-ID: 40755 Objekt-ID: 40783                                                                            | Naglergasse 7 Standort KG: Innere Stadt                   | Das Eckhaus zur Körblergasse stammt aus Ende des 17. Jhdts. mit einer Fassade im Plattenstil aus dem Jahr 1796. Der Mittelerker auf Volutenkonsolen wurde vom Bau des 17. Jahrhunderts übernommen. | BDA-Hist.: Q37996014 Status: Bescheid Stand der BDA-Liste: 2025-06-30 Name: Wohnhaus GstNr.: 297 |
| ja    | Datei hochladen | Haus Zur roten Rose HERIS-ID: 40756 Objekt-ID: 40784                                                                 | Naglergasse 12 Standort KG: Innere Stadt                  | Das von drei Seiten freistehende Eckhaus zwischen Bognergasse, Irisgasse und Naglergasse wurde 1901/02 nach Plänen von Emil Schnizer errichtet. Es ist ein an drei Seiten freistehendes späthistoristisches Eckhaus mit besonders malerischer Silhouette, bei dem sich (insbesondere bei den scheinbar systemlos angeordneten Fenstern) Zitate aus allen Stilepochen finden, die ein Haus mit verschiedenen Bauphasen evozieren soll. Es wird durch einen Turmerker mit kegelförmigen Gaupendach und mehreren Ausguckerkern bekrönt. | BDA-Hist.: Q37996024 Status: Bescheid Stand der BDA-Liste: 2025-06-30 Name: Haus Zur roten Rose GstNr.: 373 Bognergasse 11                                                                                              |
| ja    | Datei hochladen | Wohnhaus, Zur heiligen Dreifaltigkeit HERIS-ID: 40757 Objekt-ID: 40785                                               | Naglergasse 13 Standort KG: Innere Stadt                  | Dieses Giebelhaus stammt aus der Mitte des 16. Jhdts., die ortsteingequaderte Fassade ist frühbarock aus dem 4. Viertel des 17. Jhdts. Es weist einen viergeschoßigen Seitenerker, gerade verdachte, mit Parapetrahmungen und Gesimsbändern verbundene Fenster und ein Krüppelwalmdach auf. Das Hauszeichen, eine Dreifaltigkeit mit Marienkrönung, stammt aus der Mitte des 18. Jhdts. | BDA-Hist.: Q37996026 Status: Bescheid Stand der BDA-Liste: 2025-06-30 Name: Wohnhaus, Zur heiligen Dreifaltigkeit GstNr.: 310 Haus mit Relief Krönung Maria, Vienna                                                     |
| ja    | Datei hochladen | Bürgerhaus, Zum Einsiedler HERIS-ID: 40758 Objekt-ID: 40786                                                          | Naglergasse 15 Standort KG: Innere Stadt                  | Das Bürgerhaus auf schmaler Parzelle stammt aus der Mitte des 16. Jhdts. Die Fassade wurde Ende des 17. Jhdts. bereichert und weist einen genuteten und gequaderten Sockel, ein Korbbogenportal, vertikal durch Parapete verbundene Fenster und einen voltengerahmten, gerade verdachten Giebel auf. | BDA-Hist.: Q37996035 Status: Bescheid Stand der BDA-Liste: 2025-06-30 Name: Bürgerhaus, Zum Einsiedler GstNr.: 309 |
| ja    | Datei hochladen | Wohnhaus HERIS-ID: 40759 Objekt-ID: 40787                                                                            | Naglergasse 17 Standort KG: Innere Stadt                  | Das Giebelhaus mit hochbarocker Fassade wurde 1704 von Jakob Ignaz Neupauer erbaut. Über einem genuteten Sockel mit steingerahmtem Rechteckportal befinden sich drei Achsen geschichteter (teilweise gerader, teilweise mit Bogenverdachung ausgestatteter) Obergeschoßfenster mit Laubstuckwerk in Parapeten und Sturzfeldern. Über einem Voluten- und Festonfries erhebt sich ein Attikageschoß mit balustradenartigen Seitenteilen, Vasen und einer Büste. | BDA-Hist.: Q37996045 Status: Bescheid Stand der BDA-Liste: 2025-06-30 Name: Wohnhaus GstNr.: 308 Naglergasse 17 |
| ja    | Datei hochladen | Wohnhaus HERIS-ID: 40760 Objekt-ID: 40788                                                                            | Naglergasse 19 Standort KG: Innere Stadt                  | Das Giebelhaus aus der Mitte des 16. Jhdts. wurde im dritten Viertel des 17. Jhdts. aufgestockt. Es hat eine ortsteingequaderte Fassade mit profiliert gefaschter Putzrahmung und drei Portalen (Korbbogenportal, rustiziertes Rundbogenportal, gerahmtes Rechteckportal). In der Mittelachsige befindet sich ein einstöckiger Erker mit seitlichen Schlitzfenstern und Kragsteinen, unterhalb des Fensters ist ein Relief von Putten mit Bandlwerk, innerhalb dessen sich eine Nische mit rezenten Figuren der Heiligen Familie befindet. | BDA-Hist.: Q37996058 Status: Bescheid Stand der BDA-Liste: 2025-06-30 Name: Wohnhaus GstNr.: 307 Naglergasse 19 |
| ja    | Datei hochladen | Bürgerhaus HERIS-ID: 40761 Objekt-ID: 40789                                                                          | Naglergasse 21 Standort KG: Innere Stadt                  | Das hochbarocke Bürgerhaus wurde im 3. Viertel des 17. Jhdts. erbaut. Oberhalb eines gebänderten Sockels befinden sich vertikal durch kassettierte Parapete verbundene Obergeschoßfenster, die in der Mittelachse verdoppelt sind. Das rustizierte Lisenenportal mit keilsteingerahmtem Korbbogen hat eine mehrfach geknickte Verdachung auf Volutenkonsolen. Oberhalb der Beletagefenster ist ein mit Früchten gerahmtes Reliefmedaillon einer von Engeln gekrönten Maria Immaculata zu sehen. | BDA-Hist.: Q37996071 Status: Bescheid Stand der BDA-Liste: 2025-06-30 Name: Bürgerhaus GstNr.: 306 Naglergasse 21 |
| ja    | Datei hochladen | Miethaus, Zum goldenen Pflug HERIS-ID: 40762 Objekt-ID: 40790                                                        | Naglergasse 23 Standort KG: Innere Stadt                  | Das Giebelhaus stammt aus dem 16. Jhdt. und wurde Ende des 17. Jhdts. aufgestockt. Über einem rustizierten Sockel erheben sich vertikal durch Parapete mit Putzfenstern verbundene Obergeschoßfenster. Darüber schließt ein Trapezgiebel mit integriertem Auszug an. Der Innenhof mit Putzquaderung und profiliert gerahmten Fenstern weist Pawlatschengänge auf. | BDA-Hist.: Q37996093 Status: Bescheid Stand der BDA-Liste: 2025-06-30 Name: Miethaus, Zum goldenen Pflug GstNr.: 305 |
| ja    | Datei hochladen | Haus Zur Stadt Mainz/Zum Guten Hirten HERIS-ID: 40763 Objekt-ID: 40791                                               | Naglergasse 25 Standort KG: Innere Stadt                  | Das klassizistische Bürgerhaus wurde 1802 von Franz Xaver Pollnfürst anstelle zweier im 18. Jhdt. zusammengelegter Häuser (mit den jeweiligen Namen) erbaut. Über dem genuteten ersten Obergeschoß sind die Fenster mit Dreiecksgiebeln und geraden Verdachungen additiv angeordnet. Der Hausflur ist platzlgewölbt, das Erdgeschoß tonnengewölbt. | BDA-Hist.: Q37996101 Status: Bescheid Stand der BDA-Liste: 2025-06-30 Name: Haus Zur Stadt Mainz/Zum Guten Hirten GstNr.: 304                                                                                           |
| ja    | Datei hochladen | Wohnhaus HERIS-ID: 40764 Objekt-ID: 40792                                                                            | Naglergasse 27 Standort KG: Innere Stadt                  | Das Wohnhaus stammt aus dem 16. Jhdt. und wurde 1790 aufgestockt und neu fassadiert. Es weist ein steingerahmtes Rechteckportal und putzgerahmte Fenster auf, die vertikal durch Parapete verbunden und durch Putzfelder gegliedert sind. Der Innenhof ist fünfeckig mit steingerahmten Fenstern. | BDA-Hist.: Q37996109 Status: Bescheid Stand der BDA-Liste: 2025-06-30 Name: Wohnhaus GstNr.: 303 Naglergasse 27 |
| ja    | Datei hochladen | Bürgerhaus HERIS-ID: 40765 Objekt-ID: 40793                                                                          | Naglergasse 28 Standort KG: Innere Stadt                  | Das barocke Eckhaus wurde im 3. Viertel des 18. Jhdts. erbaut. Die Fassade ist geknickt und folgt dem Verlauf der Naglergasse, ihre einzelnen Abschnitte sind durch Ortsteine voneinander abgesetzt. Die geohrten Fenster sind vertikal durch Parapete und Wandfeldplatten verbunden und werden durch einen Triglyphenfries abgeschlossen. Der Dachstuhl ist größtenteils erhalten, der kleine tonnengewölbte Barockkeller ist von einer spätmittelalterlichen Bruchsteinmauer begrenzt. Anmerkung: Identadresse Heidenschuss 1 | BDA-Hist.: Q37996121 Status: Bescheid Stand der BDA-Liste: 2025-06-30 Name: Bürgerhaus GstNr.: 316 Heidenschuss 1 |
| ja    | Datei hochladen | Marco d´Aviano-Denkmal HERIS-ID: 24544 Objekt-ID: 20945 Wien Kulturgut: 61066                                        | Neuer Markt Standort KG: Innere Stadt                     | Das Denkmal stammt von Hans Mauer aus dem Jahr 1936. In einem durch ein Rundbogentor mit Gitter (Darstellung österreichischer und türkischer Soldaten) zugänglichen Raum befindet sich eine Bronzefigur Marco d’Avianos, die von Steinreliefs (Abstieg des Entsatzheeres vom Kahlenberg, Wien zur Zeit der Türkenbelagerungen) flankiert wird. | BDA-Hist.: Q37885080 Status: § 2a Stand der BDA-Liste: 2025-06-30 Name: Marco d´Aviano-Denkmal GstNr.: 1108 Marco d´Aviano monument, Neuer Markt Vienna                                                                 |
| ja    | Datei hochladen | Providentiabrunnen, Donnerbrunnen HERIS-ID: 24543 Objekt-ID: 20944 Wien Kulturgut: 48129                             | Neuer Markt Standort KG: Innere Stadt                     | Der Providentiabrunnen wurde 1739 von Georg Raphael Donner errichtet, wobei die Ausführung der Figuren von Johann Nikolaus Moll stammt. Auf einem über mehrere Stufen erhöhten Steinbassin befindet sich in der Mitte des Beckens auf einem kannelierten Baluster die Bronzefigur der sitzenden Providentia mit einer Schlange und einem Schild (Januskopf) in den Händen. Das Postament wird von vier Putten mit wasserspeienden Fischen flankiert. Am Beckenrand befinden sich vier Flussgötter mit Attributen. | BDA-Hist.: Q1241870 Status: § 2a Stand der BDA-Liste: 2025-06-30 Name: Providentiabrunnen, Donnerbrunnen GstNr.: 1684/1 Donnerbrunnen                                                                                   |
| ja    | Datei hochladen | Wohn- und Geschäftshauskomplex (4 Häuser) HERIS-ID: 30790 Objekt-ID: 27557                                           | Neuer Markt 8 Standort KG: Innere Stadt                   | Dieser Komplex vom Umfang eines halben Baublocks (Neuer Markt 8, Tegetthoffstraße 3, Marco-d’Aviano-Gasse 1 (ident Kärntner Straße 26) und Kärntner Straße 28) wurde 1893/94 von Alois Maria Wurm-Arnkreuz errichtet. Es handelt sich um kräftig und plastisch gegliederte Fassaden teils in „altdeutschen“ (einer Unterart der Neorenaissance), teils in neobarocken Formen. Zur Kärntner Straße hin ist ein turmartig erhöhter Eckerker mit Zwiebelhelm und Laterne das auffälligste Element. Das Haus Neuer Markt 8a (ident Tegetthoffstraße 1) wurde 1945 zerstört und durch einen Neubau ersetzt. | BDA-Hist.: Q37937651 Status: Bescheid Stand der BDA-Liste: 2025-06-30 Name: Wohn- und Geschäftshauskomplex (4 Häuser) GstNr.: 1063/5, 1063/1, 1063/2, 1063/3 Wohn- und Geschäftshauskomplex Neuer Markt (Wurm-Arnkreuz) |
| ja    | Datei hochladen | Wohn- und Geschäftshaus HERIS-ID: 65971 Objekt-ID: 78841                                                             | Neuer Markt 10-11 Standort KG: Innere Stadt               | Das Haus wurde 1897/98 von Arnold Heymann an Stelle zweier Vorgängerhäuser erbaut und gilt als eines der bedeutendsten Beispiele des „altdeutschen Stils“ (Neorenaissance) in Wien. Über der Geschäftszone, die im Hochparterre große bogenförmige Fenster aufweist, erhebt sich ein übereck gestellter Erker auf Blattkonsole, auf dessen Dach sich eine Merkurstatue nach dem Vorbild von Giambologna befindet. Oberhalb dessen geht das Attikageschoß mit reichem Beschlagdekor in einen Giebel mit Vordach und bekrönender Windrose über. Die Fenster sind reich dekoriert und oberhalb des Eingangs befindet sich das Relief einer Mondsichelmadonna. | BDA-Hist.: Q38112177 Status: Bescheid Stand der BDA-Liste: 2025-06-30 Name: Wohn- und Geschäftshaus GstNr.: 1105 Neuer Markt 10                                                                                         |
| ja    | Datei hochladen | Wohn- und Geschäftshaus HERIS-ID: 70255 Objekt-ID: 83368                                                             | Neuer Markt 12 Standort KG: Innere Stadt                  | Das späthistoristische Eckhaus wurde 1897/98 von Alois Schumacher errichtet. Es weist Ortsteinquaderung und einen fünfgeschoßigen Erkerturm mit abgerundeter Ecke, Stuckmasken und einer Tambourkuppel auf. Darüber befindet sich ein Walmdach mit Gaupen. Anmerkung: Identadresse Plankengasse 1 | BDA-Hist.: Q38124559 Status: Bescheid Stand der BDA-Liste: 2025-06-30 Name: Wohn- und Geschäftshaus GstNr.: 1104 Plankengasse 1, Vienna                                                                                 |
| ja    | Datei hochladen | Wohn- und Geschäftshaus, Kupferschmiedhaus HERIS-ID: 81344 Objekt-ID: 95111                                          | Neuer Markt 13 Standort KG: Innere Stadt                  | Das Haus wurde 1796 von Franz Wipplinger für Karl Wetzlar von Blankenstein erbaut. Es ist ein an drei Seiten freistehendes josephinisches Wohnhaus mit zurücktretenden, abgerundeten Ecken, einem genuteten Sockelgeschoß, geschichteten Fenstern und einem schlichten Attikageschoß. | BDA-Hist.: Q38175560 Status: Bescheid Stand der BDA-Liste: 2025-06-30 Name: Wohn- und Geschäftshaus, Kupferschmiedhaus GstNr.: 1103 Plankengasse 2, Vienna                                                              |
| ja    | Datei hochladen | Wohnhaus, Zu den sieben Säulen, Hatschiererhaus HERIS-ID: 81346 Objekt-ID: 95113                                     | Neuer Markt 14 Standort KG: Innere Stadt                  | Das Haus wurde 1665 errichtet und später mehrmals neu fassadiert und umgebaut, zuletzt 1895. Oberhalb des Sockels erhebt sich das erste Obergeschoß mit Giebelfenstern, die Oberzone ist durch kannelierte ionische Riesenpilaster gegliedert. In der Beletage befindet sich ein zweiachsiger Balkon auf Muschel- und Maskenkonsole mit Schmiedeeisengitter. Das Attikageschoß oberhalb eines Kordongesims mit Zahnschnittfries weist Lisenen, Volutenverdachungen und ein Kämpferbandgesims auf. | BDA-Hist.: Q38175569 Status: Bescheid Stand der BDA-Liste: 2025-06-30 Name: Wohnhaus, Zu den sieben Säulen, Hatschiererhaus GstNr.: 1102 Neuer Markt 14, Vienna                                                         |
| ja    | Datei hochladen | Bürgerhaus, Mayseder-Haus und Juwelier Köchert HERIS-ID: 40766 Objekt-ID: 40794                                      | Neuer Markt 15 Standort KG: Innere Stadt                  | Das Haus wurde wohl 1548 erbaut, die Rokokofassade geht auf das Jahr 1768 zurück und wurde 1958 leicht verändert. Oberhalb der gebänderten Sockelzone mit Muscheln und Festons in den Fenstergesimsen erhebt sich eine glatte Oberzone mit Fenstergiebeln und gemischtlinigen Fensterverdachungen, Sturzfelder- und Parapetdekor. Das Attikageschoß wird von Lisenen gegliedert und mit Blumenbiden dekoriert. Das Portal mit schräg gestellten Lisenen, Knickgiebel, Korbbogen und Schmiedeeisen in der Lünette wurde 1957 an die heutige Stelle versetzt. Die Geschäftseinrichtung der Firma Köchert stammt aus dem Jahr 1874 von Theophil Hansen und ist dessen einziges erhaltenes Geschäftsinterieur. | BDA-Hist.: Q37996132 Status: Bescheid Stand der BDA-Liste: 2025-06-30 Name: Bürgerhaus, Mayseder-Haus und Juwelier Köchert GstNr.: 1101 Neuer Markt 15, Vienna                                                          |
| ja    | Datei hochladen | Miethaus HERIS-ID: 40768 Objekt-ID: 40796                                                                            | Neutorgasse 15 Standort KG: Innere Stadt                  | Dieses Haus in den Formen der Neu-Wiener Renaissance wurde 1871 von Carl Tietz erbaut. Über einem rustizierten Sockel ist es additiv durch Ädikulafenster vor einer rötlichen Quaderung gegliedert. Das Innere wurde im ersten Viertel des 20. Jhdts. umgestaltet und gehört zu den umfangreichsten erhaltenen Raumausstattungen des Jugendstils. Erhalten sind insbesondere Wandmalereien, Türen mit Zierleisten, Metallluster und Fenster (auch im Stiegenhaus) | BDA-Hist.: Q37996142 Status: § 2a Stand der BDA-Liste: 2025-06-30 Name: Miethaus GstNr.: 1440 |
| ja    | Datei hochladen | Miethaus HERIS-ID: 32158 Objekt-ID: 29221                                                                            | Nibelungengasse 8 Standort KG: Innere Stadt               | Das strenghistoristische Eckhaus in den Formen der Neu-Wiener Renaissancewurde 1871/72 von Ludwig Tischler erbaut. Es weist additiv gegliederte Ädikulafenster, eine abgefaste Ecke und Rundbalkone auf. Bemerkenswert ist das Foyer mit Lisenen, Ädikulen und einer Pendentifkuppel. | BDA-Hist.: Q37946444 Status: § 2a Stand der BDA-Liste: 2025-06-30 Name: Miethaus GstNr.: 1205/2 |
| ja    | Datei hochladen | Miethaus an Stelle des Nikolaiklosters HERIS-ID: 4718 Objekt-ID: 574                                                 | Nikolaigasse 2 Standort KG: Innere Stadt                  | Das Haus wurde 1785–1787 von Nikolaus Scheuch anstelle des Zisterzienserklosters St. Nikolai erbaut und ist in einem josephinischen Plattenstil gehalten. Reste des Klosters (Inschriftentafeln, Gruftplatten) befinden sich vor allem im Innenhof. | BDA-Hist.: Q38046784 Status: Bescheid Stand der BDA-Liste: 2025-06-30 Name: Miethaus an Stelle des Nikolaiklosters GstNr.: 851                                                                                          |
| ja    | Datei hochladen | Wohn- und Geschäftshaus HERIS-ID: 32164 Objekt-ID: 29227                                                             | Operngasse 2 Standort KG: Innere Stadt                    | Das ehemalige Haus Hainisch wurde 1862 von Ferdinand Fellner d. Ä. erbaut. Es ist ein frühhistoristisches Eckhaus mit einem säulengegliederten Eckerker auf Karyatiden (bezeichnet mit Josef Cesar) und mit zu Zweiergruppen zusammengefassten Rundbogenfenstern. Bemerkenswert ist auch das Foyer mit Pendentifkuppel zwischen Tonnengewölben, Säulen mit Groteskmalerei und Ölbildern allegorischer Figuren. | BDA-Hist.: Q37946475 Status: Bescheid Stand der BDA-Liste: 2025-06-30 Name: Wohn- und Geschäftshaus GstNr.: 1187 Operngasse 2                                                                                           |
| ja    | Datei hochladen | Apotheke zum Hl. Geist/Alte Stadt- und Bürgerspitals-Apotheke HERIS-ID: 32233 Objekt-ID: 29302seit 2012              | Operngasse 16 Standort KG: Innere Stadt                   | Diese Apotheke befindet sich in einem 1871/72 von Ferdinand Schlaf erbauten Haus in Formen der Neu-Wiener Renaissance. | BDA-Hist.: Q37946946 Status: Bescheid Stand der BDA-Liste: 2025-06-30 Name: Apotheke zum Hl. Geist/Alte Stadt- und Bürgerspitals-Apotheke GstNr.: 1223/6 Apotheke zum Heiligen Geist, Operngasse                        |
| ja    | Datei hochladen | Opernpassage HERIS-ID: 79308 Objekt-ID: 92983                                                                        | Opernpassage Standort KG: Innere Stadt                    | Die Opernpassage ist ein bemerkenswertes Beispiel für Architektur und Design der 1950er-Jahre und hatte große Vorbildwirkung. Sie wurde 1952–1955 von Adolf Hoch erbaut. Die ellipsenförmige Halle mit indirekter Beleuchtung wurde 1978 durch die Kärntnertorpassage mit dem Karlsplatz verbunden. | BDA-Hist.: Q1483950 Status: § 2a Stand der BDA-Liste: 2025-06-30 Name: Opernpassage GstNr.: 1838, 1250/2, 1832/1, 1831 Opernpassage                                                                                     |
| ja    | Datei hochladen | Staatsoper HERIS-ID: 27883 Objekt-ID: 24428                                                                          | Opernring 2 Standort KG: Innere Stadt                     | Das Wiener Opernhaus wurde 1861–1869 von August Siccard von Siccardsburg und Eduard van der Nüll gebaut. Es war der erste staatliche Großbau an der Ringstraße und gilt als Höhepunkt des Romantischen Historismus in Österreich. Nach der Zerstörung 1945 wurde es unter der Leitung von Erich Boltenstern wiederaufgebaut. Es ist ein wuchtiger Theaterbau im Neorenaissance-Stil mit neugotischen Elementen. Es weist einen vortretenden Baukörper und eine Wagenvorfahrt auf Straßenniveau auf. Das Innere ist (soweit erhalten) reich mit Malereien und Skulpturen aus der damaligen Zeit ausgestattet, etwa von Moritz von Schwind und Hanns Gasser, einige Teile wurden in den 1950er-Jahren neu gestaltet. | BDA-Hist.: Q209937 Status: § 2a Stand der BDA-Liste: 2025-06-30 Name: Staatsoper GstNr.: 1180/1 Exterior of Vienna State Opera House                                                                                    |
| ja    | Datei hochladen | 2 Brunnen bei der Oper HERIS-ID: 24547 Objekt-ID: 20948 Wien Kulturgut: 48308                                        | bei Opernring 2 Standort KG: Innere Stadt                 | Die Brunnen wurden 1868 von Hanns Gasser errichtet und 1869 zugleich mit der Oper enthüllt. Aus einem gebauchten Becken ragt ein Stufenpostament mit einer zweiten Schale hervor, aus der ein schmaler Schaft hervorgeht, der von drei Figuren flankiert wird und in eine dritte Brunnenschale übergeht, die jeweils von einer sitzenden Figur (Allegorie der Tonkunst bzw. Loreley) bekrönt wird. | BDA-Hist.: Q37885116 Status: § 2a Stand der BDA-Liste: 2025-06-30 Name: 2 Brunnen bei der Oper GstNr.: 1180/2, 1180/3 Fountains at the Vienna State Opera                                                               |
| ja    | Datei hochladen | Wohn- und Geschäftshaus HERIS-ID: 32235 Objekt-ID: 29305                                                             | Opernring 6 Standort KG: Innere Stadt                     | Diese frühhistoristische Wohnhaus mit größtenteils erhaltener Fassade wurde 1862/63 von Josef Hlávka erbaut. | BDA-Hist.: Q37946961 Status: Bescheid Stand der BDA-Liste: 2025-06-30 Name: Wohn- und Geschäftshaus GstNr.: 1183 Opernring 6, Vienna                                                                                    |
| ja    | Datei hochladen | Wohn- und Geschäftshaus HERIS-ID: 32236 Objekt-ID: 29306                                                             | Opernring 7 Standort KG: Innere Stadt                     | Die Häuser Opernring 7, 9, 13, 15 sind ein Ensemble mit symmetrisch-identen frühhistoristischen Fassaden in den Formen der Neu-Wiener Renaissance, das 1861 von Anton Ölzelt erbaut wurde. Die Eckhäuser haben verbreiterte Seitenachsen mit Lisenen und hermenpilastergegliederten Fenstern, die Mittelhäuser weisen geschichtete Balkone auf, allen Häusern sind Attikalisenen mit Konsolkapitellen gemeinsam. | BDA-Hist.: Q37946972 Status: Bescheid Stand der BDA-Liste: 2025-06-30 Name: Wohn- und Geschäftshaus GstNr.: 1224 |
| ja    | Datei hochladen | Wohnhaus, Ehem. Palais Zinner HERIS-ID: 32239 Objekt-ID: 29310                                                       | Opernring 8 Standort KG: Innere Stadt                     | Dieses Gebäude wurde 1862 von Johann Romano von Ringe und August Schwendenwein von Lanauberg erbaut. Die Fassade mit additiven Giebelfenstern ist frühhistoristisch in den Formen der Neu-Wiener Renaissance. 1937 wurde das Haus umgebaut. | BDA-Hist.: Q37947011 Status: Bescheid Stand der BDA-Liste: 2025-06-30 Name: Wohnhaus, Ehem. Palais Zinner GstNr.: 1182 Opernring 8, Vienna                                                                              |
| ja    | Datei hochladen | Miethaus HERIS-ID: 32237 Objekt-ID: 29307                                                                            | Opernring 9 Standort KG: Innere Stadt                     | Die Häuser Opernring 7, 9, 13, 15 sind ein Ensemble mit symmetrisch-identen frühhistoristischen Fassaden in den Formen der Neu-Wiener Renaissance, das 1861 von Anton Ölzelt erbaut wurde. Die Eckhäuser haben verbreiterte Seitenachsen mit Lisenen und hermenpilastergegliederten Fenstern, die Mittelhäuser weisen geschichtete Balkone auf, allen Häusern sind Attikalisenen mit Konsolkapitellen gemeinsam. | BDA-Hist.: Q37946983 Status: Bescheid Stand der BDA-Liste: 2025-06-30 Name: Miethaus GstNr.: 1225 |
| ja    | Datei hochladen | Ehem. Miethaus, Teil des Hotels Méridien HERIS-ID: 78187 Objekt-ID: 91842                                            | Opernring 13 Standort KG: Innere Stadt                    | Die Häuser Opernring 7, 9, 13, 15 sind ein Ensemble mit symmetrisch-identen frühhistoristischen Fassaden in den Formen der Neu-Wiener Renaissance, das 1861 von Anton Ölzelt erbaut wurde. Die Eckhäuser haben verbreiterte Seitenachsen mit Lisenen und hermenpilastergegliederten Fenstern, die Mittelhäuser weisen geschichtete Balkone auf, allen Häusern sind Attikalisenen mit Konsolkapitellen gemeinsam. | BDA-Hist.: Q38151595 Status: Bescheid Stand der BDA-Liste: 2025-06-30 Name: Ehem. Mietshaus, Teil des Hotels Méridien GstNr.: 1230                                                                                      |
| ja    | Datei hochladen | Ehem. Miethaus, Teil des Hotels Méridien HERIS-ID: 40769 Objekt-ID: 40801                                            | Opernring 15 Standort KG: Innere Stadt                    | Die Häuser Opernring 7, 9, 13, 15 sind ein Ensemble mit symmetrisch-identen frühhistoristischen Fassaden in den Formen der Neu-Wiener Renaissance, das 1861 von Anton Ölzelt erbaut wurde. Die Eckhäuser haben verbreiterte Seitenachsen mit Lisenen und hermenpilastergegliederten Fenstern, die Mittelhäuser weisen geschichtete Balkone auf, allen Häusern sind Attikalisenen mit Konsolkapitellen gemeinsam. | BDA-Hist.: Q37996171 Status: Bescheid Stand der BDA-Liste: 2025-06-30 Name: Ehem. Miethaus, Teil des Hotels Méridien GstNr.: 1230                                                                                       |
| ja    | Datei hochladen | Wohn- und Geschäftshaus HERIS-ID: 32241 Objekt-ID: 29312                                                             | Opernring 17 Standort KG: Innere Stadt                    | Dieses Übergangsgebäude von frühen zum strengen Historismus wurde 1863 von Carl Schumann erbaut. Die Fenstergliederung ist additiv, der Mittelrisalit und die abgerundet hervorkragende Ecke sind mit Balkonen gegliedert. | BDA-Hist.: Q37947022 Status: Bescheid Stand der BDA-Liste: 2025-06-30 Name: Wohn- und Geschäftshaus GstNr.: 1209 Opernring 17, Vienna                                                                                   |
| ja    | Datei hochladen | Miethaus, Burg-Kino HERIS-ID: 32242 Objekt-ID: 29313seit 2015                                                        | Opernring 19 Standort KG: Innere Stadt                    | Das Haus wurde 1912/13 von Eugen Felgel von Farnholz erbaut und ist eine bemerkenswerte Konstruktion mit Eisenbetonskelett und secessionistischer Kunststeinfassade. Die mit Lisenen, Balkonen und Parapeten gegliederte Fassade kontrastiert konkave und konvexe Elemente. Das Burgkino im Souterrain wurde 1986 erneuert. | BDA-Hist.: Q37947033 Status: Bescheid Stand der BDA-Liste: 2025-06-30 Name: Miethaus, Burg-Kino GstNr.: 1208 Opernring 19, Vienna                                                                                       |
| ja    | Datei hochladen | Wohn- und Geschäftshaus HERIS-ID: 32244 Objekt-ID: 29315                                                             | Opernring 21 Standort KG: Innere Stadt                    | Das Gebäude wurde 1862 von Andreas Schegar erbaut. Es hat eine frühhistoristische Fassade mit pilaster- und halbsäulengegliedertem Mittelerker, der in ein Balkongitter und eine geschichtete Ädikula mit Putten übergeht. Die Fenstergliederung ist additiv, im zweiten Obergeschoß werden die Fenster durch weibliche Büstenmedaillons gekrönt. | BDA-Hist.: Q37947055 Status: Bescheid Stand der BDA-Liste: 2025-06-30 Name: Wohn- und Geschäftshaus GstNr.: 1207 |
| ja    | Datei hochladen | Wohn- und Geschäftshaus HERIS-ID: 32246 Objekt-ID: 29317                                                             | Opernring 23 Standort KG: Innere Stadt                    | Das frühhistoristische Eckhaus stammt aus dem Jahr 1863 von Anton Baumgarten. es ist in den Formen der Neu-Wiener Renaissance gehalten und weist kleinteilig dekorierte, additiv gereihte Fenster auf. Das Säulenportal geht in zwei Säulenbalkone über. | BDA-Hist.: Q37947066 Status: Bescheid Stand der BDA-Liste: 2025-06-30 Name: Wohn- und Geschäftshaus GstNr.: 1206 Opernring 23, Vienna                                                                                   |
| ja    | Datei hochladen | Oskar Kokoschka-Denkmal HERIS-ID: 83387 Objekt-ID: 97264                                                             | Oskar-Kokoschka-Platz 2 Standort KG: Innere Stadt         | Der auf zwei Steinsockeln stehende Bronzekopf von Oskar Kokoschka wurde von Alfred Hrdlicka 1963 entworfen und 1986 angefertigt. | BDA-Hist.: Q38180553 Status: § 2a Stand der BDA-Liste: 2025-06-30 Name: Oskar Kokoschka-Denkmal GstNr.: 1360/12 Kokoschka monument, Vienna                                                                              |
| ja    | Datei hochladen | Öffentliche WC-Anlage HERIS-ID: 107255 Objekt-ID: 124558                                                             | Parkring/Weißkirchnerstraße Standort KG: Innere Stadt     | Die Bedürfnisanstalt wurde von der Firma Beetz 1901 errichtet und ist das einzige in der Innenstadt erhaltene Beispiel des Modells einer rechteckigen Eisen-Glas-Konstruktion mit kuppeligem Dachaufsatz. | BDA-Hist.: Q16866933 Status: § 2a Stand der BDA-Liste: 2025-06-30 Name: Öffentliche WC-Anlage GstNr.: 1865 Bedürfnisanstalt (Wien 01, Parkring, ObjektID: 124558)                                                       |
| ja    | Datei hochladen | Wohnhaus HERIS-ID: 40775 Objekt-ID: 40812                                                                            | Parkring 2 Standort KG: Innere Stadt                      | Dieses strenghistoristische Eckhaus in Formen der Neu-Wiener Renaissance mit abgeschrägtem Eckrisalit wurde 1864–1866 von Johann Romano von Ringe und August Schwendenwein von Lanauberg erbaut. | BDA-Hist.: Q37996189 Status: Bescheid Stand der BDA-Liste: 2025-06-30 Name: Wohnhaus GstNr.: 1356 Parkring 2, Vienna |
| ja    | Datei hochladen | Palais Dumba HERIS-ID: 40776 Objekt-ID: 40813                                                                        | Parkring 4 Standort KG: Innere Stadt                      | Dieses Palais wurde 1865/66 von Romano/Schwendenwein für Nikolaus Dumba erbaut. Die vierzonige Fassade ist an der Ecke zurückgestuft und gerundet. Das Sockelgeschoß ist rustiziert, das erste Obergeschoß genutet. Die Fenster weisen Lisenenrahmung und Schlingendekor auf. Oberhalb des Portals und im zweiten Obergeschoß befinden sich jeweils dreiachsige Balkone auf Konsolen. Die bedeutende Innenausstattung, die Dumbas Rang als Kunstmäzen entsprach, ist größtenteils zerstört. | BDA-Hist.: Q2046954 Status: Bescheid Stand der BDA-Liste: 2025-06-30 Name: Palais Dumba GstNr.: 1353 Palais Dumba |
| ja    | Datei hochladen | Palais Colloredo-Mansfeld HERIS-ID: 46129 Objekt-ID: 47807                                                           | Parkring 6 Standort KG: Innere Stadt                      | Identadresse Zedlitzgasse 8. Das an drei Seiten freistehende strenghistoristische Palais wurde 1865 von Romano/Schwendenwein erbaut. Die an beiden Seiten nahezu identische Fassade weist eine additive Fenstergliederung und einen dreiachsigen Balkon oberhalb der pilastergegliederten Einfahrt auf. Im Innenhof gibt es einen pilaster- und arkadengegliederten Querbau sowie einen Brunnen. | BDA-Hist.: Q2046937 Status: Bescheid Stand der BDA-Liste: 2025-06-30 Name: Palais Colloredo-Mansfeld GstNr.: 1352 Palais Colloredo-Mansfeld                                                                             |
| ja    | Datei hochladen | Deutschmeister-Palais, Palais Erzherzog Wilhelm HERIS-ID: 40777 Objekt-ID: 40814                                     | Parkring 8 Standort KG: Innere Stadt                      | Dieses Palais wurde 1864–1867 von Theophil von Hansen erbaut und ist nicht zuletzt wegen seines vorzüglichen Erhaltungsstandes einer der bedeutendsten Bauten aus der Frühzeit des strengen Historismus. Es weist einen erhöhten Mittelrisaliten auf, die zweigeschoßige Sockelzone ist mit drei Korbbogenportalen ausgestattet. Die Beletage ist im Risaliten durch eine freistehende ionische Kolonnade markiert, was Pilastern an den Seitenflügeln entspricht. Am Attikageschoß fungieren Ordensherolde als Atlanten, die trophäenbesetzte Postamente stützen, auf den Seitentrakten befinden sich entsprechend Statuen von Ordensmeistern. Alle Skulpturen sind von Josef Gasser. | BDA-Hist.: Q2046973 Status: Bescheid Stand der BDA-Liste: 2025-06-30 Name: Deutschmeister-Palais, Palais Erzherzog Wilhelm GstNr.: 1351 Palais Erzherzog Wilhelm                                                        |
| ja    | Datei hochladen | Gartenbau-Kino HERIS-ID: 76425 Objekt-ID: 89989seit 2019                                                             | Parkring 12 Standort KG: Innere Stadt                     | Das Gartenbaukino befindet sich in dem von Erich Boltenstern und Kurt Schlauss 1958–1961 errichteten Gartenbauhochhaus. Es ist das einzige erhaltene Großraum- und Einsaal-Premierenkino in Wien und ein Zeugnis der Freizeitarchitektur dieser Zeit. | BDA-Hist.: Q1494623 Status: Bescheid Stand der BDA-Liste: 2025-06-30 Name: Gartenbau-Kino GstNr.: 1348/12 Gartenbaukino                                                                                                 |
| ja    | Datei hochladen | Ehem. Palais Henckel-Donnersmarck, heute Teil des Radisson SAS Hotel HERIS-ID: 40855 Objekt-ID: 40913                | Parkring 14 Standort KG: Innere Stadt                     | Identadresse Weihburggasse 32. Das Haus wurde 1871/72 von Romano/Schwendenwein erbaut und gilt als eines ihrer Hauptwerke. Es ist im strengen Historismus gehalten, angelehnt an den Stil der italienischen Hochrenaissance. Der Fassadenaufbau ist dreizonig mit Ortsteinquaderung: die Sockelzone ist zweifärbig gebändert, die Beletage weist Fenster mit Ädikulen auf korinthischen Halbsäulen, im zweiten Obergeschoß befinden sich Segmentgiebelfenster zwischen Karyatidenhermen von Josef Pokorny. Das Portal in der Weihburggasse weist vier gebänderte Säulenpaare vor einem Rundbogenportal mit weiblichen Spandrillenfiguren auf. Bemerkenswert ist auch die Innenausstattung, insbesondere der Goldene Salon, der im Stil des Second Empire ausgestattet ist. | BDA-Hist.: Q1572832 Status: Bescheid Stand der BDA-Liste: 2025-06-30 Name: Ehem. Palais Henckel-Donnersmark, heute Teil des Radisson SAS Hotel GstNr.: 1340/2 Palais Henckel von Donnersmarck                           |
| ja    | Datei hochladen | Ehem. Palais Leitenberger HERIS-ID: 40586 Objekt-ID: 40554                                                           | Parkring 16 Standort KG: Innere Stadt                     | Das Palais ist ein dreiseitig freistehender Bau in den Formen der Neu-Wiener Renaissance. Es wurde 1871–1873 von Ludwig Zettl erbaut und bildet mit dem benachbarten Palais Henckel von Donnersmarck ein Ensemble; seit 1994 sind die beiden Palais auch baulich verbunden. | BDA-Hist.: Q2047059 Status: Bescheid Stand der BDA-Liste: 2025-06-30 Name: Ehem. Palais Leitenberger, heute Teil des Radisson SAS Hotel GstNr.: 1340/4 Palais Leitenberger                                              |
| ja    | Datei hochladen | Ehem. Palais Helfert HERIS-ID: 82273 Objekt-ID: 96088                                                                | Parkring 18 Standort KG: Innere Stadt                     | Das Eckhaus in den Formen der Neu-Wiener Renaissance wurde 1871–1873 von Ludwig Tischler erbaut. Die Fassade weist additiv gegliederte Ädikulafenster, korinthische Riesenpilaster oberhalb der rustizierten Beletage und ein rundbogengegliedertes Attikageschoß auf. In der Fassade zur Himmelpfortgasse gibt es einen kleinen, pilastergegliederten Erker. Vom ehemaligen Speisesaal sind die Türfüllungen erhalten, die mythologische Szenen zeigen. | BDA-Hist.: Q2047005 Status: Bescheid Stand der BDA-Liste: 2025-06-30 Name: Ehem. Palais Helfert GstNr.: 1340/6 Palais Helfert                                                                                           |
| ja    | Datei hochladen | Mietpalais HERIS-ID: 56598 Objekt-ID: 66095                                                                          | Parkring 20 Standort KG: Innere Stadt                     | Dieses strenghistoristische Eckhaus in den Formen der Neu-Wiener-Renaissance wurde 1872/73 von Ludwig Tischler erbaut. Das Attikageschoß ist pilaster- und rundbogengegliedert. Es weist einen Eckrisaliten sowie ein Säulenportal mit Balkon und Genien als Zwickelfiguren auf. | BDA-Hist.: Q38072979 Status: Bescheid Stand der BDA-Liste: 2025-06-30 Name: Mietpalais GstNr.: 1340/8 Parkring 20, Vienna                                                                                               |
| ja    | Datei hochladen | Kirche Maria am Gestade, Redemptoristenkirche HERIS-ID: 47444 Objekt-ID: 50515                                       | Passauer Platz Standort KG: Innere Stadt                  | Die bedeutende katholische Kirche wurde um 1330 von Michael Knab begonnen, der charakteristische durchbrochene Turmhelm entstand 1419–1428. Die gotische Kirche, die seit 1812 vom Redemptoristenorden betreut wird, war traditionell die Kirche der Donauschiffer. Der Patron Wiens, der Heilige Klemens Maria Hofbauer ist hier bestattet. | BDA-Hist.: Q701837 Status: § 2a Stand der BDA-Liste: 2025-06-30 Name: Kirche Maria am Gestade, Redemptoristenkirche GstNr.: 458 Maria am Gestade                                                                        |
| ja    | Datei hochladen | Bürgerhaus HERIS-ID: 21566 Objekt-ID: 17886                                                                          | Passauer Platz 3 Standort KG: Innere Stadt                | Das Bürgerhaus wurde in der zweiten Hälfte des 17. Jahrhunderts erbaut, hat aber einen spätmittelalterlichen Kern. Das nur zwei Achsen breite Haus ist mit Ortsteinen gegliedert und hat einen Knickgiebelaufsatz über einem profilierten Kranzgesims. Die Fenster sind steingerahmt und haben Parapete mit Putzfeldern. Im Eingangsbereich befindet sich eine Stichkappentonne aus der Bauzeit, im Keller spätmittelalterliches Bruchsteinmauerwerk. | BDA-Hist.: Q37863497 Status: Bescheid Stand der BDA-Liste: 2025-06-30 Name: Bürgerhaus GstNr.: 436 |
| ja    | Datei hochladen | Kath. Filialkirche hl. Peter, Peterskirche HERIS-ID: 47461 Objekt-ID: 50534                                          | Petersplatz Standort KG: Innere Stadt                     | Die Peterskirche ist der erste barocke Kuppelbau Wiens und auch aufgrund der Innenausstattung eines der bedeutendsten barocken Sakralbauwerke Wiens. Sie wurde an Stelle einer älteren Kirche Anfang des 18. Jahrhunderts von Johann Lukas von Hildebrandt erbaut. Sie hat eine kompakte ovale Grundform mit rechteckigen Anbauten, wodurch der relativ beengte Petersplatz optimal ausgenützt wird. Der Entwurf für den Kuppelraum stammt von Matthias Steinl, die Fresken von Johann Michael Rottmayr. Andere Fresken in der Kirche wurden von Antonio Galli-Bibiena gefertigt. Der Hochaltar ist ein konkav geschwungener Säulenretabel aus Stuckmarmor, das Altarbild stammt von Martino Altomonte. | BDA-Hist.: Q693884 Status: § 2a Stand der BDA-Liste: 2025-06-30 Name: Kath. Filialkirche hl. Peter, Peterskirche GstNr.: 572 St. Peter's Church, Vienna                                                                 |
| ja    | Datei hochladen | Pfarrhof, St. Peter HERIS-ID: 40778 Objekt-ID: 40816                                                                 | Petersplatz 6, 6A Standort KG: Innere Stadt               | Der Pfarrhof wurde 1697/98 (möglicherweise nach einem Entwurf von Gabriel Montani) erbaut. Es ist ein hohes dreiachsiges, noch dem frühbarocken Stil verpflichtetes Gebäude mit gebogenem Dachgiebel, wobei die Attika zwischen den seitlichen Voluten lisenengegliedert ist. Die Fensterachsen sind durch Parapetputzfelder zusammengefasst, im ersten Obergeschoß befindet sich eine von tiarahaltenden Putti bekrönte Rundbogennische mit einer Steinstaue des Hl. Petrus auf Felsen mit Inschriftentafel. Das Innere wurde 1980–1983 weitgehend verändert. | BDA-Hist.: Q37996211 Status: Bescheid Stand der BDA-Liste: 2025-06-30 Name: Pfarrhof, St. Peter GstNr.: 577 Petersplatz 6, Vienna                                                                                       |
| ja    | Datei hochladen | Hotel Wandl HERIS-ID: 47459 Objekt-ID: 50532                                                                         | Petersplatz 9 Standort KG: Innere Stadt                   | Das Gebäude wurde 1843 von Bernhard Kledus erbaut und 1851 von Eduard Kuschée zum Hotel umgebaut – es ist damit eines der ältesten bestehenden Hotels in Wien. Das monumentale frühhistoristische Eckhaus mit rustiziertem Sockel wurde nach dem Krieg in vereinfachter Form wiederaufgebaut. In einigen Räumen ist noch die frühhistoristische Ausstattung erhalten. | BDA-Hist.: Q38027210 Status: Bescheid Stand der BDA-Liste: 2025-06-30 Name: Hotel Wandl GstNr.: 563/1 Hotel Wandl, Vienna                                                                                               |
| ja    | Datei hochladen | Haus Zum lustigen Bauerntanz, Gerber'sches Haus HERIS-ID: 40779 Objekt-ID: 40817                                     | Petersplatz 10 Standort KG: Innere Stadt                  | Dieses Renaissance-Bürgerhaus stammt aus der Zeit zwischen 1522 und 1556, die Fassade ist aus dem zweiten Viertel des 18. Jhdts., wahrscheinlich von Anton Ospel. Über einem genuteten Sockel und einem gebänderten Obergeschoß erhebt sich die ortsteingegliederte Hauptzone mit Pilastergliederung im Mittelrisaliten. Die geohrten Fensterrahmungen weisen steinerne Sohlbänke mit geschoßweise differenzierter Verdachung auf, sie werden durch reich dekorierte Sturzfelder und Parapete zusammengefasst. Der reich gegliederte Attikagiebel wird von einer Volutenverdachung abgeschlossen, die Schornsteine sind noch original. die tonnengewölbte Einfahrt führt zu einem verdachten Innenhof und einer breiten Wendeltreppe aus dem 16. Jhdt. | BDA-Hist.: Q37996223 Status: Bescheid Stand der BDA-Liste: 2025-06-30 Name: Haus Zum lustigen Bauerntanz, Gerber'sches Haus GstNr.: 564 Zum lustigen Bauerntanz                                                         |
| ja    | Datei hochladen | Wohn- und Geschäftshaus HERIS-ID: 47471 Objekt-ID: 50548                                                             | Plankengasse 3 Standort KG: Innere Stadt                  | Das Haus wurde 1914 von Karl und Wilhelm Schön erbaut, Einflüsse Otto Wagners sind zu erkennen. Das neoklassizistische Geschäftsgebäude weist einen genuteten Sockel und eine gerahmte Oberzone mit vertikal durch Plattendekor und Rosetten verbundenen Fensterachsen zwischen ionischen Riesenpilastern auf. Oberhalb eines weit vorkragenden Konsolgesims befindet sich ein Attikageschoß mit gekoppelten Rundbogenfenstern zwischen Lisenen. | BDA-Hist.: Q38027299 Status: Bescheid Stand der BDA-Liste: 2025-06-30 Name: Wohn- und Geschäftshaus GstNr.: 1115 |
| ja    | Datei hochladen | Wohn- und Geschäftshaus, Zum silbernen Brunnen HERIS-ID: 32219 Objekt-ID: 29288                                      | Plankengasse 4 Standort KG: Innere Stadt                  | Dieses auf drei Seiten freistehende secessionistische Wohn- und Geschäftshaus wurde 1912–1914 von Karl und Wilhelm Schön erbaut. In der hohen Geschäftszone wird die Wand durch polygonale Fenster in Metallrahmen weitgehend aufgelöst, der von Puttenskulpturen bekrönte Portikus mit kannelierten Lisenen tritt risalitartig hervor. Die Oberzone weist in der Mitte schmale Fensterstreifen und an den Ecken polygonal gestufte Bay-windows und Lisenen mit reichem vegetabilem Stuck auf. Es wird von einem weit vorkragenden Kranzgesims bekrönt. Die Metalltür mit facettierter Verglasung hat ein Mosaik, das Hausnamen und Erbauungsdatum nennt, das Foyer hat Marmorverkleidung und Stuckdecken. | BDA-Hist.: Q37946898 Status: Bescheid Stand der BDA-Liste: 2025-06-30 Name: Wohn- und Geschäftshaus, Zum silbernen Brunnen GstNr.: 1099 Plankengasse 4                                                                  |
| ja    | Datei hochladen | Wohn- und Geschäftshaus, Zum Heiducken HERIS-ID: 32217 Objekt-ID: 29286                                              | Plankengasse 5 Standort KG: Innere Stadt                  | Das secessionistische Eckhaus in der Nachfolge Otto Wagners wurde 1901 von Theodor Bach und Leopold Simony erbaut. Die wandbetonte Fassade mit gebänderten Seiten weist einen konvexen Mittelerker, einen vegetabilen Stuckfries sowie einen Konsolengesims auf. Das Stiegenhausgeländer ist original erhalten. Anmerkung: Identadresse Spiegelgasse 19 | BDA-Hist.: Q37946889 Status: Bescheid Stand der BDA-Liste: 2025-06-30 Name: Wohn- und Geschäftshaus, Zum Heiducken GstNr.: 1113/2                                                                                       |
| ja    | Datei hochladen | Klosterneuburgerhof (Alte Leopoldsapotheke) HERIS-ID: 77880 Objekt-ID: 91515                                         | Plankengasse 6 Standort KG: Innere Stadt                  | Die beiden dreiseitig freistehenden klassizistischen Zinshäuser, die den Klosterneuburgerhof bilden wurden 1803–1807 von Johann Nepomuk Amann anstelle des Dorotheerklosters erbaut und bilden eine Gasse. Über rundbogengegliederte Sockel erheben sich zwei zweigeschoßige Oberzonen, die mit vertieften Wandfeldern gegliedert sind. Die einachsigen Mittelrisalite weisen Rundbogenportale mit dem Stiftswappen auf. Die Alte Leopoldsapotheke hat eine größtenteils erhaltene Empireeinrichtung. | BDA-Hist.: Q38150702 Status: § 2a Stand der BDA-Liste: 2025-06-30 Name: Klosterneuburgerhof (Alte Leopoldsapotheke) GstNr.: 1117 Plankengasse 6                                                                         |
| ja    | Datei hochladen | Klosterneuburgerhof HERIS-ID: 40780 Objekt-ID: 40818                                                                 | Plankengasse 7 Standort KG: Innere Stadt                  | Die beiden dreiseitig freistehenden klassizistischen Zinshäuser, die den Klosterneuburgerhof bilden wurden 1803–1807 von Johann Nepomuk Amann anstelle des Dorotheerklosters erbaut und bilden eine Gasse. Über rundbogengegliederte Sockel erheben sich zwei zweigeschoßige Oberzonen, die mit vertieften Wandfeldern gegliedert sind. Die einachsigen Mittelrisalite weisen Rundbogenportale mit dem Stiftswappen auf. | BDA-Hist.: Q37996234 Status: Bescheid Stand der BDA-Liste: 2025-06-30 Name: Klosterneuburgerhof GstNr.: 1171 Klosterneuburgerhof, Vienna                                                                                |
| ja    | Datei hochladen | Miethaus, Teil des Dominikanerhofes HERIS-ID: 47364 Objekt-ID: 50362                                                 | Postgasse 2 Standort KG: Innere Stadt                     | Die zur Wollzeile reichenden Trakte des Dominikanerklosters wurden 1937 abgerissen und durch einen Neubau ersetzt (dem „Dominikanerhof“ von Kurt Klaudy, Anton Liebe und Georg Lippert), der in diesem Trakt teilweise erhaltene Kern geht auf das Hochmittelalter zurück. | BDA-Hist.: Q38026613 Status: § 2a Stand der BDA-Liste: 2025-06-30 Name: Miethaus, Teil des Dominikanerhofes GstNr.: 795/2 Dominikanerhof, Vienna                                                                        |
| ja    | Datei hochladen | Dominikanerkirche Sancta Maria Rotunda mit Dominikanerkonvent HERIS-ID: 47365 Objekt-ID: 50364                       | Postgasse 4-4a Standort KG: Innere Stadt                  | Die Dominikaner wurden 1226 nach Wien berufen, eine erste Kirche an dieser Stelle wurde in den darauffolgenden Jahren erbaut. Der jetzige Bau stammt aus den Jahren 1635–1675 und geht auf Planungen von Giovanni Giacomo Tencalla zurück, Steinmetz war Hieronymus Bregno. Die Fassade ist zweigeschoßig nach römischen Vorbildern mit Giebelaufsatz und Mittelrisalit. Auf beiden Seiten des Ädikulaportals befinden sich Kolossalpilaster, die am Gesims ionisierend abgeschlossen werden. Das Attikageschoß weist einen Dreiecksgiebel und Seitenvoluten auf. Im Inneren verfügt die Kirche über reiche Stuckausstattung und Wandmalerei. Das Kloster stammt im Kern aus dem Hochmittelalter und weist eine schlichte frühbarocke Fassade auf. Die zur Wollzeile reichenden Trakte wurden 1937 abgerissen. | BDA-Hist.: Q666683 Status: § 2a Stand der BDA-Liste: 2025-06-30 Name: Dominikanerkirche Sancta Maria Rotunda mit Dominikanerkonvent GstNr.: 793/1, 793/2, 795/1, 794 Dominican Church, Vienna                           |
| ja    | Datei hochladen | Ehem. Verlagshaus und Druckerei Gerold HERIS-ID: 56599 Objekt-ID: 66096seit 2015                                     | Postgasse 6 Standort KG: Innere Stadt                     | Dieses bemerkenswerte frühhistoristische dreiseitig freistehende Eckhaus wurde 1852 von August Siccard von Siccardsburg und Eduard van der Nüll erbaut. Im rustizierten Sockelgeschoß befinden sich Arkaden und Halbrundfenster, in den Obergeschoßen additiv gereihte Fenster mit profilierten Rahmungen und teilweise Terrakottaparapeten. An den Fassaden zur Postgasse und zur Dominikanerbastei befinden sich jeweils drei konsolengestützte Balkone mit bemerkenswerten Geländern. Im Foyer befindet sich eine Siegfried-Statue von Anton Dominik Fernkorn. | BDA-Hist.: Q38072988 Status: Bescheid Stand der BDA-Liste: 2025-06-30 Name: Ehem. Verlagshaus und Druckerei Gerold GstNr.: 786                                                                                          |
| ja    | Datei hochladen | Griech.-kath. (unierte) Kirche hl. Barbara mit Sakristei HERIS-ID: 56600 Objekt-ID: 66097                            | Postgasse 8A Standort KG: Innere Stadt                    | Die Kirche steht an Stelle einer erstmals 1573 erwähnten Barbarakapelle, die bis zu dessen Aufhebung 1773 den Jesuiten gehörte. 1775 wurde das Gebäude der Griechisch-katholischen Kirche übergeben, der Konviktsgebäude und Kirche lange auch als Seminar diente. Um 1852 wurde die Kirche von Paul Sprenger in das neu erbaute Hauptpostamt integriert und neu fassadiert. Es ist eine dreiachsige lisenengegliederte Fassade mit Rundfenstern und Giebeltürmchen. Die Innenausstattung ist Rokoko, insbesondere die um 1780 entstandene Ikonostasis. Im Zuge der Restaurierung 1983–1985 wurden von Swjatoslaw Hordynskyj moderne Gewölbe- und Wandmalereien hinzugefügt. Die Sakristei weist eine bedeutende Sammlung von Ölbildern, Gedenktafeln, Büchern und liturgischen Gewändern auf. | BDA-Hist.: Q701345 Status: Bescheid Stand der BDA-Liste: 2025-06-30 Name: Griech.-kath. (unierte) Kirche hl. Barbara mit Sakristei GstNr.: 694 St. Barbara's Church, Vienna                                             |
| ja    | Datei hochladen | Postdirektion, ehem. Hauptmautgebäude und St. Barbara-Stift HERIS-ID: 47367 Objekt-ID: 50366                         | Postgasse 8, 10, 12 Standort KG: Innere Stadt             | Dieser freistehende Baukomplex besteht aus mehreren Teilen, die im 19. Jahrhundert mit neuer Fassade miteinander verbunden wurden. Das ehemalige Hauptmautgebäude wurde 1767–1773 erbaut, das Barbarastift geht bis ins 16. Jahrhundert zurück. Die heutige Gestalt stammt von Paul Sprenger aus den Jahren 1849–1854. Zur Dominikanerbastei ist die Fassade breitgelagert mit Ortsteingliederung und einem Mittelrisaliten. Über einem genuteten Sockel sind die Fenster additiv aneinandergereiht. Oberhalb der beiden Korbbogenportale im Risaliten ziehen sich Pilaster durch. Die Barbarakirche ist ins Gebäude integriert. | BDA-Hist.: Q38026629 Status: Bescheid Stand der BDA-Liste: 2025-06-30 Name: Postdirektion, ehem. Hauptmautgebäude und St. Barbara-Stift GstNr.: 693 Postgasse 8-12, Vienna                                              |
| ja    | Datei hochladen | Miethaus HERIS-ID: 86804 Objekt-ID: 101137                                                                           | Postgasse 11 Standort KG: Innere Stadt                    | Das Haus wurde gemeinsam mit Nr. 13 1902/03 von Theodor Bach erbaut. Der Sockel ist rustiziert, die Obergeschoße sind mit secessionistischem Dekor und Putzmasken ausgestattet. | BDA-Hist.: Q37717031 Status: Bescheid Stand der BDA-Liste: 2025-06-30 Name: Miethaus GstNr.: 697 |
| ja    | Datei hochladen | Miethaus HERIS-ID: 64322 Objekt-ID: 77029                                                                            | Predigergasse 3 Standort KG: Innere Stadt                 | Das Haus ist Teil eines frühhistoristischen Komplexes aus drei Häusern mit leicht variierenden Fassaden Ecke Dominikanerbastei/Predigergasse und wurde 1856 von Leopold Mayr erbaut. | BDA-Hist.: Q38106604 Status: Bescheid Stand der BDA-Liste: 2025-06-30 Name: Miethaus GstNr.: 787 |
| ja    | Datei hochladen | Miethaus HERIS-ID: 64479 Objekt-ID: 77203seit 2015                                                                   | Predigergasse 5 Standort KG: Innere Stadt                 | Das Haus ist Teil eines frühhistoristischen Komplexes aus drei Häusern mit leicht variierenden Fassaden Ecke Dominikanerbastei / Predigergasse und wurde 1856 von Leopold Mayr erbaut. | BDA-Hist.: Q38107141 Status: Bescheid Stand der BDA-Liste: 2025-06-30 Name: Miethaus GstNr.: 788 |
| ja BW | Datei hochladen | Miethaus, Lobenauersches Haus HERIS-ID: 40782 Objekt-ID: 40820                                                       | Rabensteig 3 Standort KG: Innere Stadt                    | Die heutige Hausstruktur entstand zwischen 1574 und 1586, die Grundmauern gehen aber bis auf römische Zeit zurück. 1785 wurden Geschoße und Fassade des Hauses von Liborius Thaddäus Gerl vereinheitlicht. Es ist ein fünfgeschoßiges Eckhaus mit gekrümmter Bauflucht, der mittelalterlichen Stadtmauer entsprechend. Eine Gedenktafel erinnert daran, dass an dieses Haus das Katzensteigtor anschloss, das 1825 demoliert wurde. Anfang 2016 wurden bei Sanierungsarbeiten das bislang älteste profane Mauerwerk des mittelalterlichen Wien entdeckt. | BDA-Hist.: Q37996245 Status: Bescheid Stand der BDA-Liste: 2025-06-30 Name: Miethaus, Lobenauersches Haus GstNr.: 512 Lobenauersches Haus                                                                               |
| ja    | Datei hochladen | Rathauspark mit Denkmälern, Skulpturen, Brunnen und Baulichkeiten HERIS-ID: 56738 Objekt-ID: 66299                   | Rathauspark Standort KG: Innere Stadt                     | Der Rathauspark wurde 1870–1873 von Rudolph Siebeck auf Wunsch des Bürgermeisters Cajetan Felder angelegt. Er ist eine platzartige Erweiterung des Rathauses zur Ringstraße. In ihm befinden sich zahlreiche Denkmäler und Naturdenkmäler. | BDA-Hist.: Q19971400 Status: Bescheid Stand der BDA-Liste: 2025-06-30 Name: Rathauspark mit Denkmälern, Skulpturen, Brunnen und Baulichkeiten GstNr.: 1523/4, 1523/2, 1523/1, 1523/3 Rathauspark, Vienna                |
| ja    | Datei hochladen | Rathaus HERIS-ID: 47387 Objekt-ID: 50427                                                                             | Rathausplatz 1 Standort KG: Innere Stadt                  | Das Wiener Rathaus wurde 1872–1883 von Friedrich von Schmidt erbaut. Es lehnt sich im Äußeren an die gotischen Rathäuser Flanderns an, orientiert sich aber von Grundriss und Raumanordnung her an ein barockes Schloss. Es ist einer der herausragenden Monumentalbauten des Ringstraßenensembles, insbesondere der von einer überlebensgroßen Rolandsfigur von Alexander Nehr bekrönte Mittelturm verleiht ihm einen wahrzeichenhaften Charakter. | BDA-Hist.: Q686468 Status: § 2a Stand der BDA-Liste: 2025-06-30 Name: Rathaus GstNr.: 1531/2 Vienna City Hall |
| ja    | Datei hochladen | Wohnhaus HERIS-ID: 56604 Objekt-ID: 66102                                                                            | Rathausplatz 3 Standort KG: Innere Stadt                  | Das Haus Rathausplatz 2–4 ist das Jüngere der beiden Arkadenhäuser an der Platzanlage. Es wurde 1880–1883 von Franz von Neumann erbaut. Der Mittelrisalit (Nr. 3) ist mit einem Walmdach übergiebelt, die Eckrisalite mit Kuppeln und einem Pyramidenstumpfdach. Das ganze Haus ist in „altdeutschen“ Formen gehalten, der kreuzrippengewölbte Arkadengang weist Groteskmalereien von Franz und Carl Jobst auf. Nr. 3 hat Balkone auf Hermen, gesprengte Segmentbogengiebel mit Kartuschen und seitliche Figurennischen. Anmerkung: Geschützt ist nur das mittlere Haus (Nr. 3) | BDA-Hist.: Q125148767 Status: Bescheid Stand der BDA-Liste: 2025-06-30 Name: Wohnhaus GstNr.: 1540/5 Rathausplatz 3, Vienna                                                                                             |
| ja    | Datei hochladen | Miethaus HERIS-ID: 45410 Objekt-ID: 46739                                                                            | Rathausplatz 9 Standort KG: Innere Stadt                  | Das Haus Rathausplatz 7–9 ist das Ältere der beiden Arkadenhäuser an der Platzanlage. Es wurde 1877/78 von Friedrich von Schmidt und Franz von Neumann erbaut. Der Mittelrisalit (Nr. 8) ist mit einem Walmdach übergiebelt, die Eckrisalite mit Kuppeln und einem Pyramidenstumpfdach. Das ganze Haus ist in „altdeutschen“ Formen gehalten, der kreuzrippengewölbte Arkadengang weist Groteskmalereien auf. Anmerkung: Geschützt ist nur das Eckhaus Rathausplatz 9 / Lichtenfelsgasse 1 | BDA-Hist.: Q125149625 Status: Bescheid Stand der BDA-Liste: 2025-06-30 Name: Miethaus GstNr.: 1530/6 Lichtenfelsgasse 1, Vienna                                                                                         |
| ja    | Datei hochladen | Miethaus HERIS-ID: 47393 Objekt-ID: 50433                                                                            | Rathausstraße 2 Standort KG: Innere Stadt                 | Das späthistoristische Eckhaus in den Formen der Neu-Wiener Renaissance wurde 1887/88 von Ludwig Zatzka erbaut. Es hat ein seichtes Oberflächenrelief mit orthogonaler Struktur und einen Eckrisaliten mit Riesenpilastern. | BDA-Hist.: Q38026807 Status: § 2a Stand der BDA-Liste: 2025-06-30 Name: Miethaus GstNr.: 1527/1 |
| ja    | Datei hochladen | Amtshaus der Gemeinde Wien HERIS-ID: 47394 Objekt-ID: 50434                                                          | Rathausstraße 4 Standort KG: Innere Stadt                 | Das strenghistoristische Eckhaus in den Formen der Neu-Wiener Renaissance wurde 1886/87 von Ladislaus Boguslawski erbaut. Bemerkenswert ist das Portal mit Pilasterrahmung und Karyatidenhermen auf Konsolen. | BDA-Hist.: Q38026818 Status: § 2a Stand der BDA-Liste: 2025-06-30 Name: Amtshaus der Gemeinde Wien GstNr.: 1527/2 Rathausstraße 4, Vienna                                                                               |
| ja    | Datei hochladen | Miethaus, Kindergarten HERIS-ID: 47388 Objekt-ID: 50428                                                              | Rathausstraße 8 Standort KG: Innere Stadt                 | Das strenghistoristische Durchhaus in den Formen der Neu-Wiener Renaissance wurde 1880–1883 von Johann Schieder erbaut. Es weist additiv angeordnete Ädikulafenster, einen Balkon auf Konsolen sowie ein mächtiges Säulenportal auf. | BDA-Hist.: Q38026782 Status: § 2a Stand der BDA-Liste: 2025-06-30 Name: Miethaus, Kindergarten GstNr.: 1528/2 |
| ja    | Datei hochladen | Amtsgebäude HERIS-ID: 47390 Objekt-ID: 50430                                                                         | Rathausstraße 14-16, ger. Nr. Standort KG: Innere Stadt   | Das Amtsgebäude wurde 1913–1918 von August Kirstein erbaut. Als jüngstes der Arkadenhäuser rund um das Rathaus kombiniert es neugotische mit secessionistischen Formen. Es ist ein L-förmiger Bau mit eingestelltem Eckturm zum Friedrich-Schmidt-Platz, oberhalb der bossierten und rustizierten Sockelzone mit Spitzbogenarkaden weist der Bau Sichtziegelmauerwerk mit secessionistischen Putzfeldern auf. Im Attikageschoß sind Lanzettfenster zu Triforien gekoppelt. Seit 1934 ist in einer pilastergerahmten Nische der Wehrmann in Eisen (Figur von Josef Müllner) aufgestellt, das Ergebnis einer Kriegsnägelaktion. Anmerkung: Identadressen Felderstraße 6-8, Ebendorferstraße 1 | BDA-Hist.: Q23465477 Status: § 2a Stand der BDA-Liste: 2025-06-30 Name: Amtsgebäude GstNr.: 1534/1 Amtsgebäude Rathausstraße 14-16                                                                                      |
| ja    | Datei hochladen | Miethaus, ehem. Haus Königswarter HERIS-ID: 63807 Objekt-ID: 76496                                                   | Rathausstraße 17 Standort KG: Innere Stadt                | 1881 wurde das Gebäude von Wilhelm Stiassny als palaisartige Doppelhaushälfte (gemeinsam mit Nr. 19) erbaut. Heute befindet sich dort ein Hotel. | BDA-Hist.: Q105645939 Status: § 2a Stand der BDA-Liste: 2025-06-30 Name: Miethaus, ehem. Haus Königswarter GstNr.: 1533/6 Haus Königswarter (Vienna)                                                                    |
| ja    | Datei hochladen | Miethaus HERIS-ID: 95360 Objekt-ID: 110708                                                                           | Rathausstraße 21 Standort KG: Innere Stadt                | Das strenghistoristische Eckhaus in den Formen der Neu-Wiener Renaissance wurde 1880/81 von Anton Adametz erbaut. Es weist eine additive Giebelfenstergliederung und ein ionisches Säulenportal mit Spandrillenfiguren auf. | BDA-Hist.: Q37766155 Status: Bescheid Stand der BDA-Liste: 2025-06-30 Name: Miethaus GstNr.: 1533/9 Rathausstraße 21, Vienna                                                                                            |
| ja    | Datei hochladen | Adolf Lorenz Museum und Gedenkstätte HERIS-ID: 110288 Objekt-ID: 127972                                              | Rathausstraße 21 Standort KG: Innere Stadt                | Dieses Museum ist den Begründern der Orthopädie, Adolf und Albert Lorenz gewidmet, auf dem Haus befindet sich auch eine Gedenktafel aus dem Jahr 1991. | BDA-Hist.: Q37817964 Status: Bescheid Stand der BDA-Liste: 2025-06-30 Name: Adolf Lorenz Museum und Gedenkstätte GstNr.: 1533/9 Adolf and Albert Lorenz Memorial, Vienna                                                |
| ja    | Datei hochladen | Wohnhaus HERIS-ID: 56739 Objekt-ID: 66300                                                                            | Rauhensteingasse 1 Standort KG: Innere Stadt              | Das klassizistische Wohnhaus wurde 1828 von Anton Grünn erbaut. Über einem zweigeschoßigen Sockel mit gebändertem Erdgeschoß und einem Obergeschoß mit rustizierten Lisenen erhebt sich eine glatte Oberzone mit additiver Fenstergliederung. Die Ecke zur Weihburggasse hin ist abgeschrägt, zur Blumenstockgasse hin gibt es einen seichten Eckrisaliten. Im blendbogengegliederten Hausflur, das sich zu einem Vestibül erweitert befinden sich Platzlgewölbe auf Lisenen. | BDA-Hist.: Q38073360 Status: Bescheid Stand der BDA-Liste: 2025-06-30 Name: Wohnhaus GstNr.: 951 Rauhensteingasse 1 |
| ja    | Datei hochladen | Wohnhaus HERIS-ID: 40784 Objekt-ID: 40822                                                                            | Rauhensteingasse 3 Standort KG: Innere Stadt              | Das Haus wurde 1787 von Josef Gerl unter Verwendung älterer Bausubstanz des Himmelpfortklosters erbaut. Es ist ein großer freistehender Baublock mit durch den Verlauf der angrenzenden Straßen bedingten unregelmäßigen Grundriss. Die Fassaden sind im Plattenstil gehalten, das von Halbrundlisenen gerahmte Schulterbogenportal weist ein rezentes Hauszeichen (den rauhen Stein) auf. Im Keller befindet sich Mauerwerk, das im Bereich des Klosterkreuzgangs bis ins 14. Jahrhundert und sonst bis ins 16. Jahrhundert zurückreicht | BDA-Hist.: Q37996264 Status: Bescheid Stand der BDA-Liste: 2025-06-30 Name: Wohnhaus GstNr.: 950 Rauhensteingasse 3 (Vienna)                                                                                            |
| ja    | Datei hochladen | Bürgerhaus HERIS-ID: 40785 Objekt-ID: 40823                                                                          | Rauhensteingasse 4 Standort KG: Innere Stadt              | Das Haus wurde zwischen 1710 und 1720 erbaut und wird Anton Ospel zugeschrieben. es ist ein hochbarockes Bürgerhaus mit konkaven Mittelrisalit. Über einem gebänderten Sockel mit tief gelaibtem Korbbogenportal, auf dessen Schlussstein sich ein Relief befindet, erhebt sich eine Oberzone mit gefascht gerahmten Fenstern und geraden Verdachungen mit Muscheldekor im Risalit. Der Dreiecks-Attikagiebel hat einen geschwungenen Ansatz und Steinvasen auf den seitlichen Sockeln. Im Erdgeschoß ist eine Backstube durchgehend nachgewiesen. | BDA-Hist.: Q37996275 Status: Bescheid Stand der BDA-Liste: 2025-06-30 Name: Bürgerhaus GstNr.: 948 Rauhensteingasse 4                                                                                                   |
| ja    | Datei hochladen | Wohn- und Geschäftshaus HERIS-ID: 63850 Objekt-ID: 76539                                                             | Reichsratsstraße 9 Standort KG: Innere Stadt              | Das Arkadenhaus mit erhöhtem Eckrisaliten wurde 1883/84 von Franz von Neumann erbaut. Es wird durch korinthische Riesenpilaster, additive Giebelfenster und Balkone mit Schmiedeeisengitter gegliedert. Es ist reich Götterstatuen in Konchennischen und Karyatidputten in der Attikazone gegliedert. Auch der Arkadengang ist reich ausgestattet: oberhalb von korbbogigen Portalen erheben sich Balkone vor Dreifenstergruppen mit Schmiedeeisengitter im Mezzanin, dies wird von toskanischen Pilastern zusammengefasst. In den Schlusssteinen des Arkadenganges befinden sich Stuckmedaillons mit Puttenfiguren. | BDA-Hist.: Q38104450 Status: § 2a Stand der BDA-Liste: 2025-06-30 Name: Wohn- und Geschäftshaus GstNr.: 1529/4 Reichsratsstraße 9                                                                                       |
| ja    | Datei hochladen | Sommer- und Winterreitschule, Spanische Hofreitschule HERIS-ID: 23753 Objekt-ID: 20116                               | Reitschulgasse 1 Standort KG: Innere Stadt                | Die Winterreitschule wurde 1729–1734 von Joseph Emanuel Fischer von Erlach erbaut und schließt optisch bruchlos an den Michaelertrakt an. Es ist ein Querbau zur Stallburg mit Korbbogendurchfahrt zum Josefsplatz, der abgerundete Eckbaukörper ist überkuppelt. Der Saal ist rechteckig mit einer Rundung Richtung Michaelerplatz und zweigeschoßiger umlaufender Galerie. | BDA-Hist.: Q2585074 Status: Bescheid Stand der BDA-Liste: 2025-06-30 Name: Sommer- und Winterreitschule, Spanische Hofreitschule GstNr.: 1 Winterreitschule                                                             |
| ja    | Datei hochladen | Stallburg HERIS-ID: 23751 Objekt-ID: 20114                                                                           | Reitschulgasse 2, 4 Standort KG: Innere Stadt             | In diesem bedeutenden Renaissancepalast befinden sich die Stallungen der Spanischen Hofreitschule. Er steht an Stelle einer vor 1559 abgetragenen Kirchenruine und wurde vor 1569 fertiggestellt, vor allem im 18. und 19. Jahrhundert gab es zahlreiche Umbauten und Adaptierungen. Es ist ein fast freistehender Bau mit umlaufendem Sockel, Ortsteinquaderung an den Ecken, gerade verdachten Obergeschoßfenstern und einem steilen Dach mit Gaupen. Bedeutend ist der dreigeschoßige Arkadenhof im Inneren mit rundbogigen Pfeilerarkaden, toskanischen Pilastern und Konsolengesimse. Im Inneren sind sie kreuzgratgewölbt mit Gurten. Die Stallungen selbst weisen Segmentbogentonnen auf. | BDA-Hist.: Q774259 Status: Bescheid Stand der BDA-Liste: 2025-06-30 Name: Stallburg GstNr.: 1162 Stallburg |
| ja    | Datei hochladen | Palais Schönborn, Batthyány-Schönborn HERIS-ID: 40789 Objekt-ID: 40828                                               | Renngasse 4 Standort KG: Innere Stadt                     | Dieses Stadtpalais wurde 1699–1706 von Johann Bernhard Fischer von Erlach erbaut und hat eine bedeutende hochbarocke Fassade. Der Sockel ist rustiziert, während die Obergeschoße genutet sind. Es weist einen flachen fünfachsigen Mittelrisaliten auf, der von Riesenhermenpilastern mit vegetabilen Dekor gegliedert ist. Das Portal wird von schräggestellten dorischen Säulen flankiert, oberhalb der beiden seitlichen Eingänge befinden sich Vasen in Ovalnischen. An das Portal schließt in der Beletage eine konvexe Balkonbalustrade an, oberhalb der Beletage befinden sich Reliefs mythologischer Figuren und einem schräggestellten Supraportenrelief mit Wappenkartusche oberhalb des Mittelfensters. Das Innere, insbesondere der Festsaal wurde 1742 von Johann Lukas von Hildebrandt neu gestaltet. | BDA-Hist.: Q666071 Status: Bescheid Stand der BDA-Liste: 2025-06-30 Name: Palais Schönborn, Batthyány-Schönborn GstNr.: 251 Palais Schönborn-Batthyány                                                                  |
| ja    | Datei hochladen | Palais Windischgrätz HERIS-ID: 40790 Objekt-ID: 40829                                                                | Renngasse 12 Standort KG: Innere Stadt                    | Das Palais wurde nach 1702 von Christian Alexander Oedtl unter Einbeziehung älterer Substanz erbaut, die Innenausstattung der Beletage stammt von Emil Bressler aus den Jahren 1894/95. Die Fassade ist hochbarock, über einem gebänderten Sockel erheben sich genutete ionische Riesenpilaster auf Volutenkonsolen, zwischen Beletage und zweitem Obergeschoß wird sie durch Parapetfelder horizontal gegliedert. Die Fensterverdachungen in der Beletage sind rhythmisch gegliedert und mit Muscheln, Knickbögen, Festons sowie einem Puttenkopf in der Mittelachse dekoriert. Das Rundbogenportal ist mit geschichteten, gebänderten und schräg gestellten toskanischen Pilastern flankiert und wird von einem konkaven Balkon mit Balustrade bekrönt. Der Innenhof mit genutetem Erdgeschoß, vertikal durch Parapete und Putzfelder gegliederten Obergeschoßen sowie barocken Pawlatschen stammt noch aus dem 17. Jhdt. Von der Innenausstattung der Beletage sind noch neoklassizistische und neobarocke Stuckdecken erhalten                                | BDA-Hist.: Q2047219 Status: § 2a Stand der BDA-Liste: 2025-06-30 Name: Palais Windischgrätz GstNr.: 235 Palais Windisch-Graetz (Renngasse)                                                                              |
| ja    | Datei hochladen | Miethaus HERIS-ID: 47425 Objekt-ID: 50493                                                                            | Renngasse 15 Standort KG: Innere Stadt                    | Das strenghistoristische Wohnhaus mit additiver Giebelfenstergliederung über einem rustizierten Sockel wurde 1879/80 von Wilhelm Stiassny erbaut. | BDA-Hist.: Q38026992 Status: § 2a Stand der BDA-Liste: 2025-06-30 Name: Miethaus GstNr.: 214/1 |
| ja    | Datei hochladen | Volks- und Hauptschule HERIS-ID: 47424 Objekt-ID: 50492                                                              | Renngasse 20 Standort KG: Innere Stadt                    | Das Schulgebäude wurde 1886 erbaut. Es ist ein monumentales späthistoristisches Eckhaus mit seichten Risaliten un korinthischen Riesenpilastern. Das toskanische Säulenportal weist Zwickelgenien auf und wird von vier antikisierenden Statuen bekrönt. | BDA-Hist.: Q38026982 Status: § 2a Stand der BDA-Liste: 2025-06-30 Name: Volks- und Hauptschule GstNr.: 1482 Schule Renngasse 20, Innere Stadt                                                                           |
| ja    | Datei hochladen | Freiherr von Riegersches Haus, Porzellanhaus Thun-Hohenstein, ehem. Finanzamt HERIS-ID: 4459 Objekt-ID: 304          | Riemergasse 2 Standort KG: Innere Stadt                   | Das dreiseitig freistehende frühhistoristische Wohnhaus wurde 1847–1849 von Ludwig Förster und Theophil Hansen errichtet. Die abgeschrägten Ecken sind erkergegliedert, über dem Erdgeschoß erhebt sich eine durchgehend quadergenutete Oberzone. Unterhalb der Fenster laufen mit Keramikreliefs reich dekorierte Kordongesimse durch, in der Beletage haben sie die Form von Parapetfeldern mit Antikenköpfen. Auch oberhalb der Erkerfenster befinden sich figurale Terrakottareliefs. | BDA-Hist.: Q37950270 Status: Bescheid Stand der BDA-Liste: 2025-06-30 Name: Freiherr von Riegersches Haus, Porzellanhaus Thun-Hohenstein, ehem. Finanzamt GstNr.: 803 Riemergasse 2, Vienna                             |
| ja    | Datei hochladen | Ehem. Hotel zur goldenen Ente, Bezirksgericht HERIS-ID: 22537 Objekt-ID: 18870                                       | Riemergasse 4 Standort KG: Innere Stadt                   | Das späthistoristische Gebäude in neobarocken Formen mit einem flachen Eckrisaliten wurde 1886 von Ludwig Tischler als Hotel erbaut. Die Fassade ist durch eine additive Fenstergliederung und nach Stockwerk aufsteigende Pilastergliederung bestimmt. In den Risaliten befinden sich erkerartige Ädikulen auf Volutenkonsolen und auf den Hausnamen Bezug nehmende vergoldete Entenplastiken. | BDA-Hist.: Q37870509 Status: Bescheid Stand der BDA-Liste: 2025-06-30 Name: Ehem. Hotel zur goldenen Ente, Bezirksgericht GstNr.: 865                                                                                   |
| ja    | Datei hochladen | Amtsgebäude, Ehem. Gerichtsgebäude HERIS-ID: 26146 Objekt-ID: 22608                                                  | Riemergasse 7 Standort KG: Innere Stadt                   | Dieses Amtsgebäude wurde 1906–1908 von Alfred Keller und Moritz Kramsall erbaut und zwei Jahre später erweitert. Es beherbergte nach 1912 jahrzehntelang das Bezirksgericht Innere Stadt. Es hat einen reichen Putzdekor im Stil der Wagner-Schule. Die von einem Kordongesims abgeschlossenen unteren drei Geschoße, die oberhalb des Mezzanins von einem Rankenfriesband geteilt werden, weisen durchgehend Quaderritzung auf, im obersten Geschoß befindet sich ein geometrischer Nagelnietendekor. Reich ornamentiert ist auch das rechteckige Hauptportal im breiten Mittelrisaliten. Vestibül, Stiegenhäuser und Verhandlungssäle sind bemerkenswert Beispiele der Innenausstattung dieser Zeit und weitgehend im Originalzustand erhalten. | BDA-Hist.: Q37899765 Status: Bescheid Stand der BDA-Liste: 2025-06-30 Name: Amtsgebäude, Ehem. Gerichtsgebäude GstNr.: 884 Gerichtsgebäude Riemergasse                                                                  |
| ja    | Datei hochladen | Wohn- und Geschäftshaus HERIS-ID: 5983 Objekt-ID: 1858                                                               | Riemergasse 15 Standort KG: Innere Stadt                  | Das späthistoristisch-secessionistische Wohnhaus wurde 1911 von Josef Beer erbaut. Es hat abgeschrägten, erkergegliederte und übergiebelte Eckrisaliten mit teilweise vergoldeten Gitterbalkonen und reichem plastischen Dekor. Die Fensterachsen sind teilweise durch Perlstabrahmungen zusammengefasst und kragen zum Teil erkerartig hervor. Anmerkung: Identadresse Singerstraße 27 | BDA-Hist.: Q37868158 Status: Bescheid Stand der BDA-Liste: 2025-06-30 Name: Wohn- und Geschäftshaus GstNr.: 875 Singerstraße 27, Vienna                                                                                 |
| ja    | Datei hochladen | Ehem. Bankgebäude des Wiener Giro- und Kassen-Vereins HERIS-ID: 40791 Objekt-ID: 40830                               | Rockhgasse 4 Standort KG: Innere Stadt                    | Das Gebäude in den Formen des italienischen Quattrocento wurde 1880–1883 von Emil von Förster erbaut. Es ist eine markante Winkelverbauung mit konkav geknickter Fassade, der gekrümmt verlaufenden Gasse entsprechend. Oberhalb der bossierten Sockelzone mit ihrem von gebänderten toskanischen Pilastern gerahmten Rundbogenportal erhebt sich die Oberzone mit pilastergerahmten Rundbogenfenstern. Zwischen Volutenkonsolen befinden sich im Attikageschoß tief eingeschnittene Rundbogenfenster. | BDA-Hist.: Q37996296 Status: Bescheid Stand der BDA-Liste: 2025-06-30 Name: Ehem. Bankgebäude des Wiener Giro- und Kassen-Vereins GstNr.: 198/7                                                                         |

## Ehemalige Denkmäler
| Foto |                 | Denkmal                                                                     | Standort                                   | Beschreibung | Metadaten |
| ---- | --------------- | --------------------------------------------------------------------------- | ------------------------------------------ | --- | --- |
| ja   | Datei hochladen | Wohn- und Geschäftshaus samt Geschäftsausstattung der Aïda-Filiale bis 2010 | Riemergasse 1, 3 Standort KG: Innere Stadt | Das secessionistische Wohn- und Geschäftshaus in den Formen des floralen Jugendstils wurde 1900/01 von Albert Hans Pecha erbaut. Über einer zweigeschoßigen Geschäftszone mit genuteter Lisenengliederung erhebt sich eine Hauptzone mit maskenbesetzten Pilastern und Gitterbalkonen in floralen Formen. Das Attikageschoß befindet sich hinter einer reich dekorierten Brüstung, die mit Flammenvasen auf Postamenten rhythmisiert wird. | BDA-Hist.: Q120719165 Status: Bescheid Stand der BDA-Liste: 2010-06-25 Name: Wohn- und Geschäftshaus samt Geschäftsausstattung der Aïda-Filiale GstNr.: 802 Riemergasse 1-3 |